# Palau de la Generalitat de Catalunya
El Palau de la Generalitat, antigament Casa de la Diputació, és la seu de la Presidència de la Generalitat de Catalunya. Igual que el de València, és un dels pocs edificis d'origen medieval a Europa que es manté com a seu del govern i de la institució que el va construir, la Generalitat de Catalunya. És al barri gòtic de la ciutat de Barcelona a la plaça de Sant Jaume, enfront de la Casa de la Ciutat. El Palau de la Generalitat és un dels símbols més preuats de Catalunya, entre altres motius pel fet que ha aconseguit superar contingències històriques i polítiques i perquè s'erigeix, juntament amb el Palau del Parlament, en un baluard de la democràcia a Catalunya.

## Història
El Palau de la Generalitat és un edifici públic amb records històrics i, a més, la seu del Govern de Catalunya i de la Presidència de la Generalitat. Bona part dels cent trenta presidents s'han succeït en aquesta casa, des d'Alfons de Tous (1396) fins a l'últim president fins ara, Salvador Illa i Roca (2024).

### Orígens
L'any 1289, les Corts Catalanes -considerades des de l'any 1300 com una representació de la totalitat o «generalitat» de Catalunya- van establir una comissió delegada per la recaptació dels impostos que les Corts atorgaven al rei. Les Corts, o General de Catalunya, reunides a Cervera el 1359, van institucionalitzar aquella comissió o Diputació del General de Catalunya, integrada per diputats dels tres estaments: militar o nobiliari, eclesiàstic i popular o reial (representants dels gremis i ciutadans de les poblacions sotmeses directament al rei). És a partir d'assumir aquestes noves funcions que surt la necessitat d'ocupar una seu administrativa i representativa.

### Segle XV

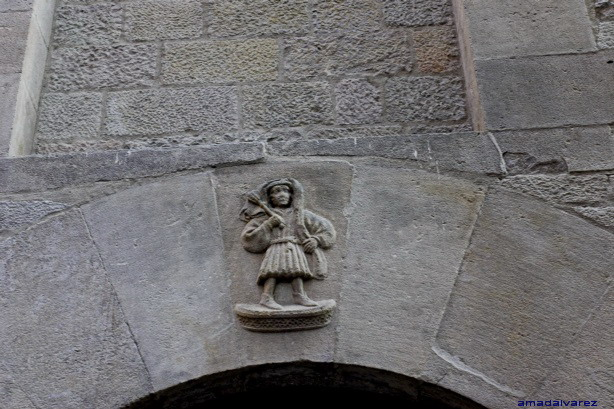
Macer en la portada de l'edifici originari al Carrer de Sant Honorat

El 3 de desembre de 1400, els representants del tres braços: Alfons de Tous, Jaume Marc i Ramon Desplà varen adquirir del comerciant Pere Brunet, per 38.500 sous, la casa originària del que, amb les posteriors ampliacions, esdevindria l'actual Palau, més concretament l'edifici del carrer de Sant Honorat.
La institució, va substituint, en certa manera, el poder reial executant les decisions de les Corts Catalanes. L'exercici d'aquestes funcions de govern, justícia i defensa militar, justifiquen la ubicació i dimensions del Palau de la Generalitat.

### Primera abolició
Segles més tard, al XVIII, Felip V d'Espanya, va lluitar contra Catalunya perquè aquesta va prendre la decisió de defensar com a pretendent al tron d'Espanya l'Àustria Carles III, aixecant el Regiment de la Diputació del General de Catalunya. En els darrers mesos del 1713, però, la Generalitat va romandre inoperant, i bona part de les seves funcions van ser assumides pel Consell de Cent de Barcelona. Aquesta situació, en el context de la Guerra de Successió Espanyola, va acabar l'11 de setembre de 1714, data en la qual Barcelona queia a les mans de Felip V. La Generalitat i les Corts Catalanes foren abolides pels Decrets de Nova Planta de Felip V, el 16 de gener del 1716, transgredint les Constitucions catalanes. El Palau de la Generalitat es convertí en seu de la Reial Audiència.

### Primera devolució
Tot i l'ocupació parcial per part de la Mancomunitat de Catalunya el 1914, la recuperació total del Palau no fou fins al retorn de les institucions de la Generalitat quan, a conseqüència de les eleccions municipals espanyoles de 1931, Francesc Macià pactà el restabliment de la Generalitat i n'esdevingué president (1931-1933). Macià abolí les quatre diputacions provincials i aquest Palau va tornar a ser la seu de la Generalitat i del seu govern. Sobre la base de l'Estatut d'Autonomia de 1932 (Estatut de Núria), Catalunya es dotà d'un Parlament, d'una Administració de Justícia pròpia (Tribunal de Cassació), i d'unes forces d'ordre públic. El seu successor, el president Lluís Companys, va completar l'any 1934 la unificació del poder polític autònom mitjançant la supressió dels governadors civils provincials introduïts pel Govern de Madrid al segle xix.

### Segona abolició

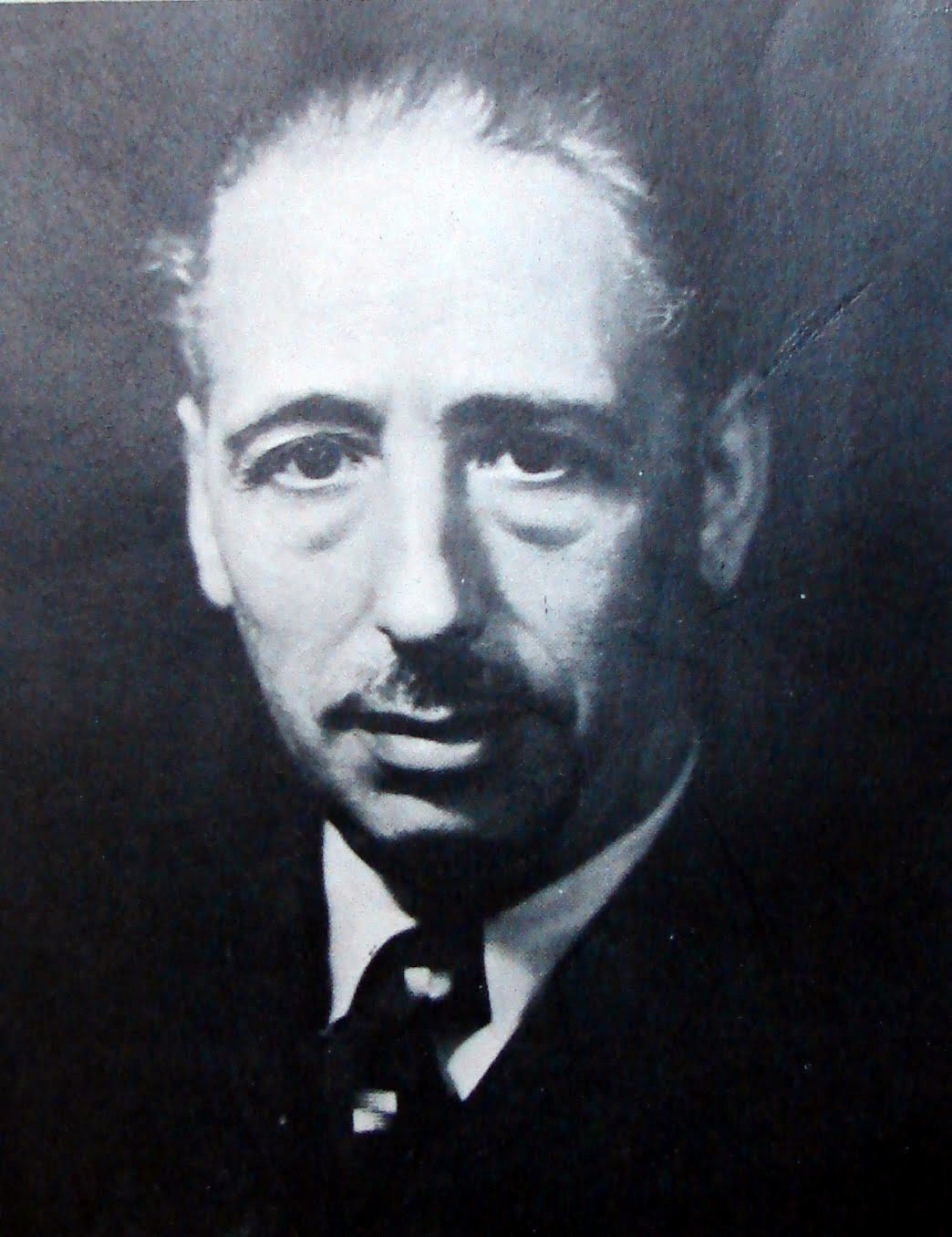
El President Companys

Un cop acabada la Guerra Civil espanyola de 1936-1939, la Generalitat es va exiliar. El nou règim feixista d'inspiració nacional-catòlica abolí les institucions de la Generalitat. El seu president, Lluís Companys, fugit l'any 1939 a França fou detingut per la Gestapo, li va ser aplicada l'extradició a Espanya, on va ser jutjat en consell de guerra sumaríssim, condemnat a mort i afusellat al castell de Montjuïc (1940). Mort el president Companys, Josep Irla, darrer president del Parlament català, es feu càrrec de la presidència de la Generalitat a l'exili fins que, l'any 1954, el va succeir Josep Tarradellas, també a l'exili.
Novament s'imposà un govern centralista els governadors civils i les diputacions provincials, i en aquest Palau s'instal·là la Diputació de Barcelona. Aquesta divisió provincial ignorava la divisió territorial comarcal, tradicional a Catalunya.

### Segona devolució
Després del restabliment de la democràcia a Espanya i de les eleccions generals espanyoles (1977), aquest Palau esdevingué novament la seu de la Generalitat restablerta el 29 de setembre de 1977, abans de l'aprovació de la Constitució espanyola de 1978. Com a President de la Generalitat, Josep Tarradellas prepara la restitució de la institució, els primers traspassos i el nou Estatut d'Autonomia que fou promulgat en desembre de 1979. Als comicis convocats el 20 de març de 1980 foren elegits els 135 diputats del Parlament de Catalunya i el 10 d'abril restava constituït. Finalment, amb l'elecció d'Heribert Barrera com a President del Parlament i de Jordi Pujol com a president de la Generalitat, qui formà el govern de la I legislatura del període democràtic actual, la Generalitat va quedar bàsicament constituïda.

## L'edifici

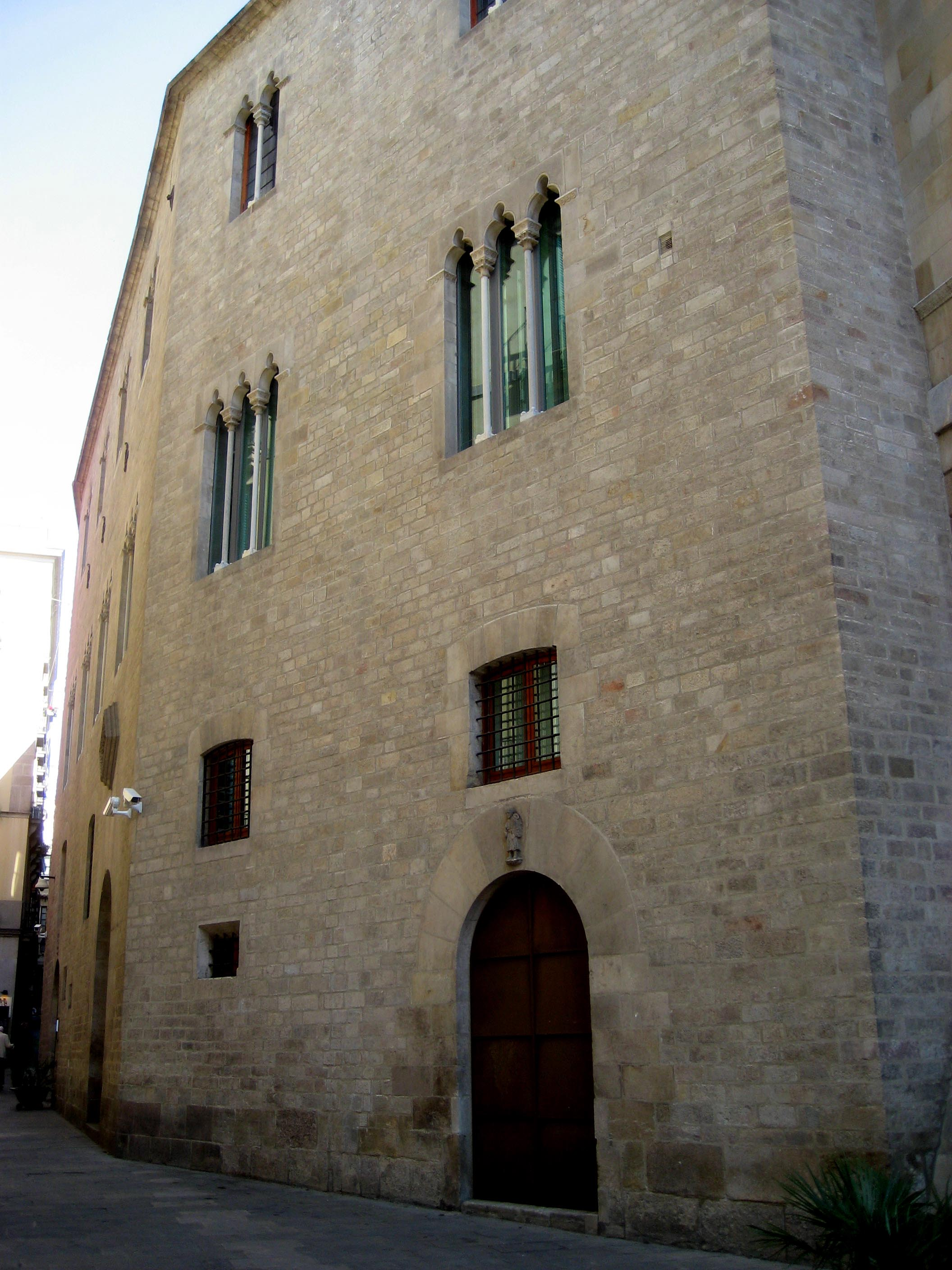
Façana del primer edifici de la Generalitat de Catalunya, al carrer de Sant Honorat

L'edifici antic formava part del call jueu de Barcelona. Consistia en l'agrupació de propietats originalment de jueus, entre elles la del financer i poeta jueu Moixé Natan i les cases pertanyents al físic, metge i cirurgià jueu banyolí Bonjuhà Cabrit. En el saqueig als jueus que van patir el 1391 va passar a mans del fill d'un tresorer reial. Més tard, l'adquirí el canvista Pere Brunet, qui finalment la vengué a tres diputats el 3 de desembre de 1400 per a constituir-hi la Diputació del General de Catalunya.
Tenia l'entrada pel carrer de Sant Honorat i arribava fins al carrer del Bisbe, on hi havia un hort. Durant el segle xv s'adquiriren gradualment altres immobles: cap a l'actual Plaça de Sant Jaume, unes cases de l'apotecari Esteve Satorre; i cap al costat nord, la banda més propera a la Catedral.

### Obres alseglexv
Les incorporacions successives d'edificacions heterogènies fan conformar un conjunt caòtic, ineficient i sense representativitat institucional. Per resoldre-ho es van encarregar unes obres que, de fet, varen substituir totalment els edificis originals i es va crear el palau gòtic avui encara existent, tant pel carrer de Sant Honorat com la façana del carrer del Bisbe. Les obres s'encarregaren a Marc Safont, un reconegut arquitecte que hi treballà entre 1410 i 1425.

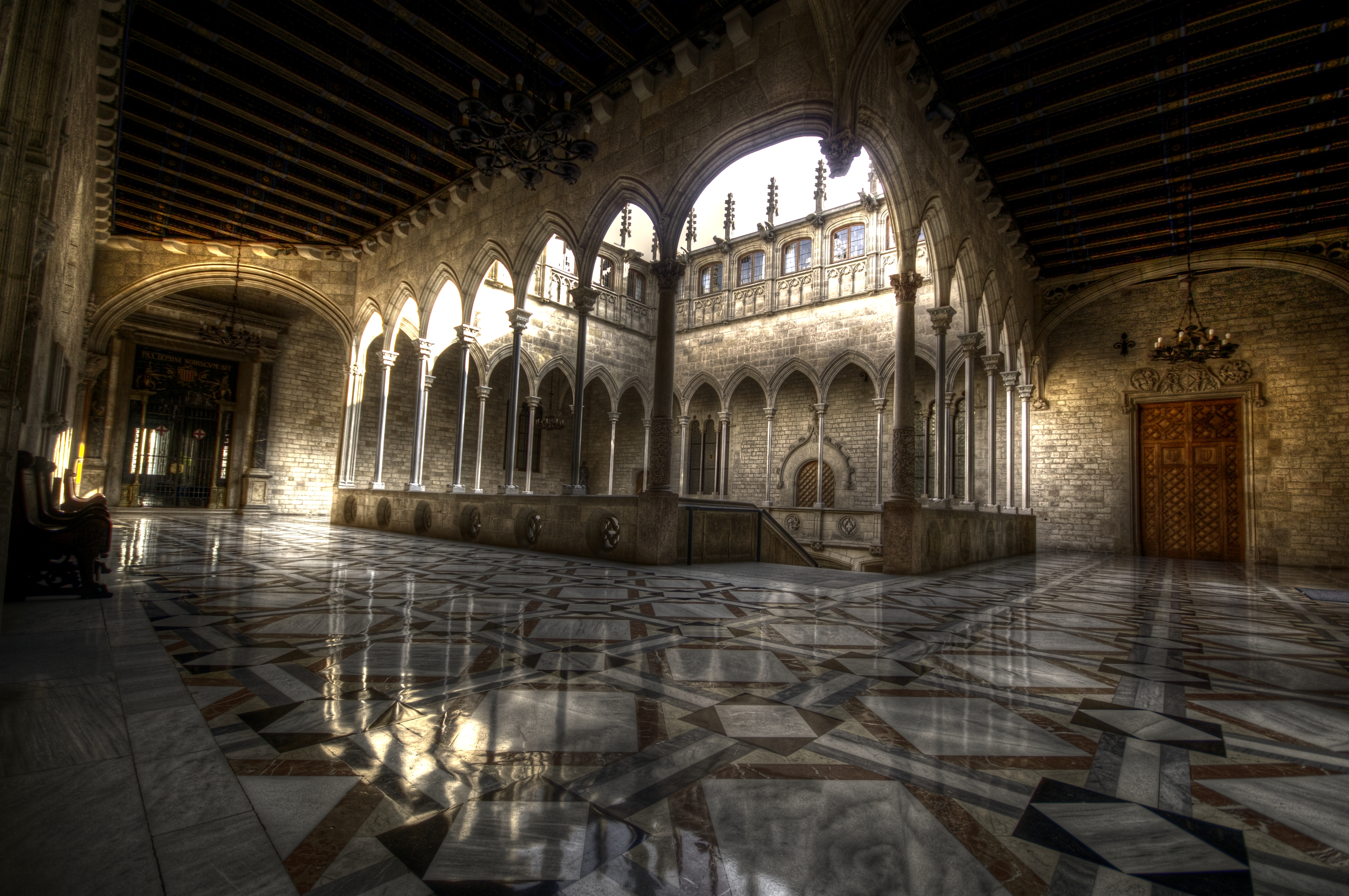
Galeria gòtica al primer pis, obra de Marc Safont

D'aquest període són el cos de Sant Honorat (entrada principal en aquell moment), les cambres de representació del primer pis, la capella de Sant Jordi i la façana gòtica del carrer del Bisbe, amb imatges obra de Pere Joan. La galeria gòtica és de les més ben conservades, i conserva la forma original. Conté una escala lateral a l'estil de les cases senyorials de l'època, amb roses de traceria a la barana i petits personatges esculpits a l'extrem de cada graó. Al primer pis apareix una galeria amb columnes nummulítiques estilitzades entre les quals es rematen arcs apuntats. Finalment, el sostre és rematat per pinacles i gàrgoles d'una gran riquesa escultòrica.
La façana del carrer del Bisbe és un mur de carreus senzill, amb una porta d'accés que dona al pati menor adjacent al pati gòtic. Està coronada per una cresteria amb pinacles, gàrgoles i un balustre amb una rica traceria. A sota, just a la part alta del mur, hi ha un seguit de mènsules amb rostres humans que sostenen unes arcuacions. Al centre de la barana, just sobre la porta, hi ha un gran medalló amb la representació de Sant Jordi matant el drac, aparentment inspirat en el segell major de l'ofici de la Diputació del General de Catalunya. Pere Joan, l'autor d'aquesta façana escultòrica, tenia només vint anys quan la va fer.

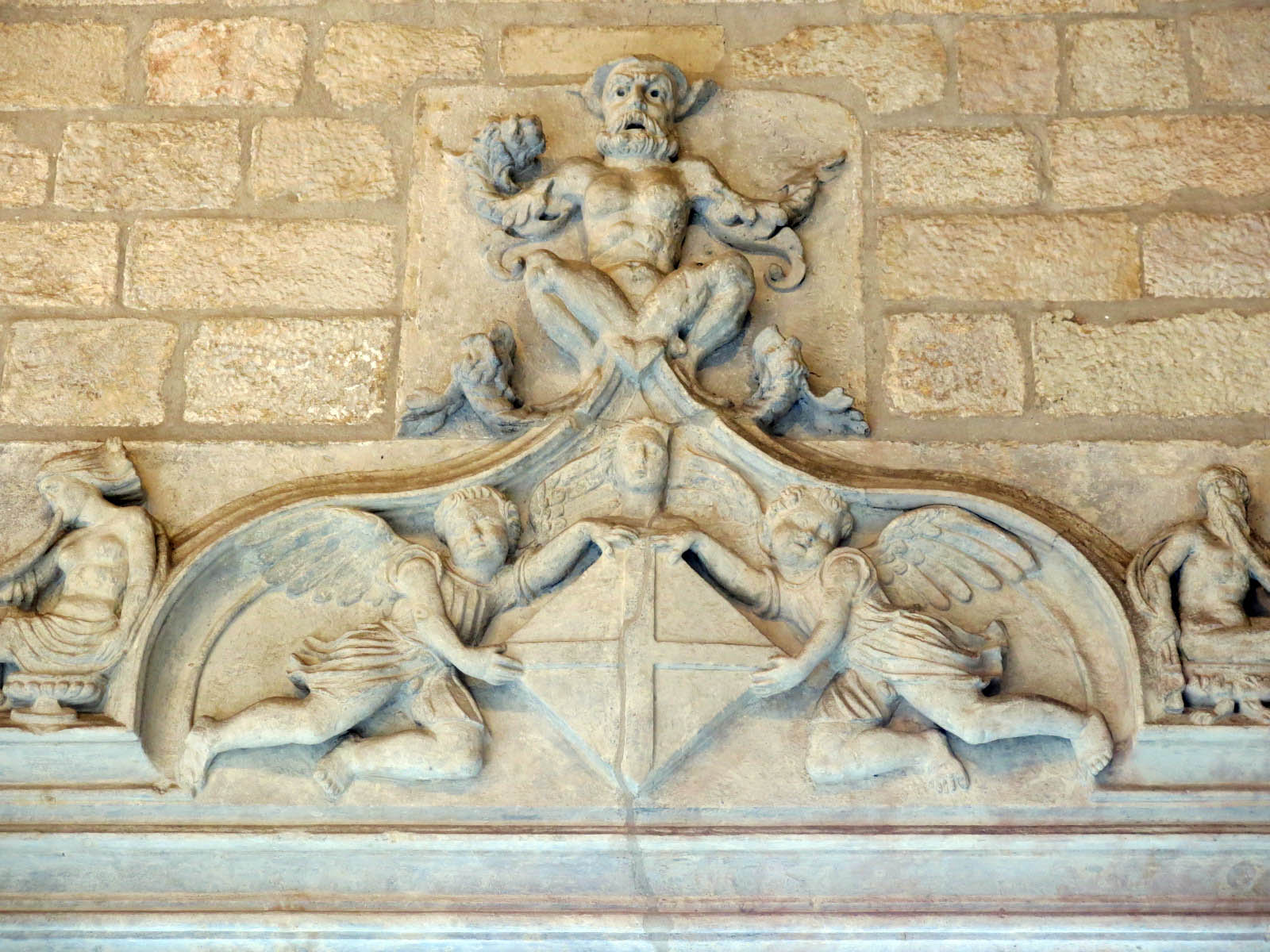
Galeria gòtica, timpà de l'Arxiu de Comptes
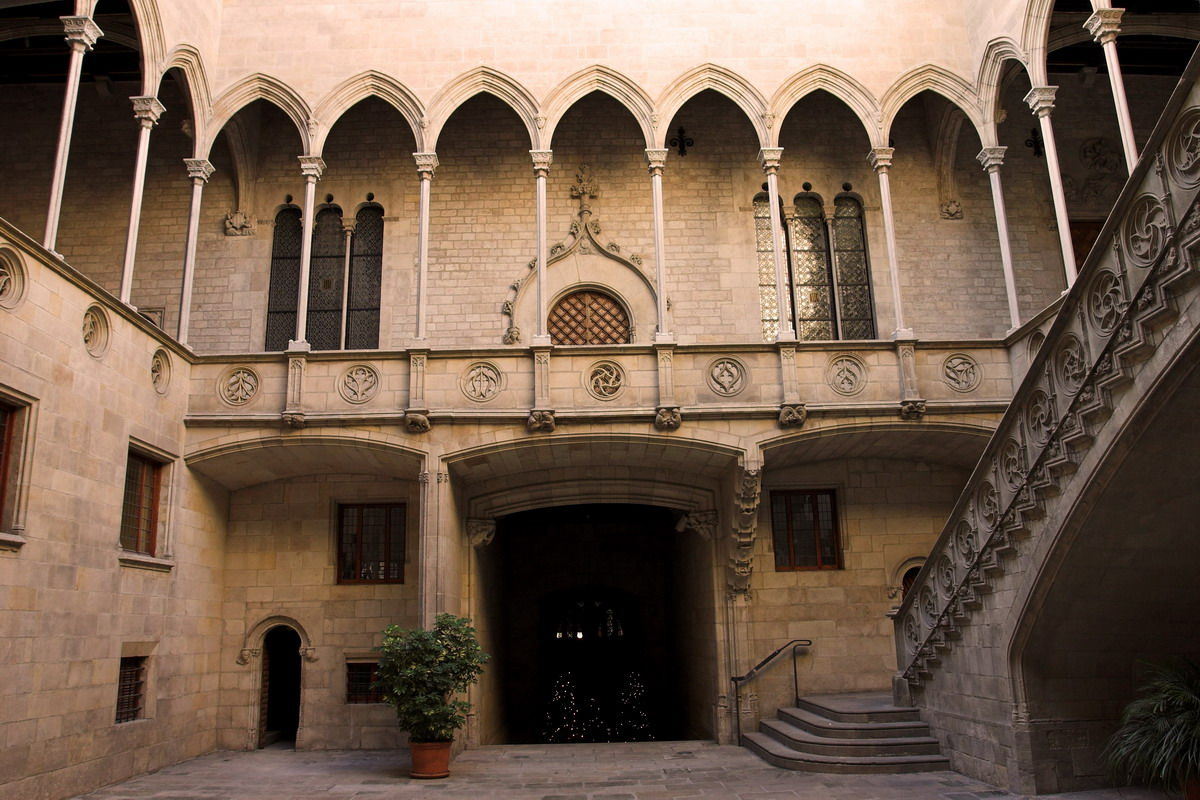
Pati gòtic, amb l'entrada original del segle XV
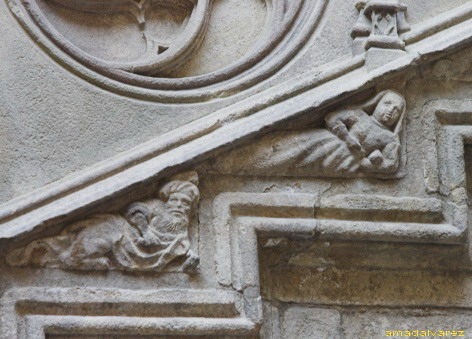
Personatges als graons de l'escala gòtica (Marc Safont, 1424)
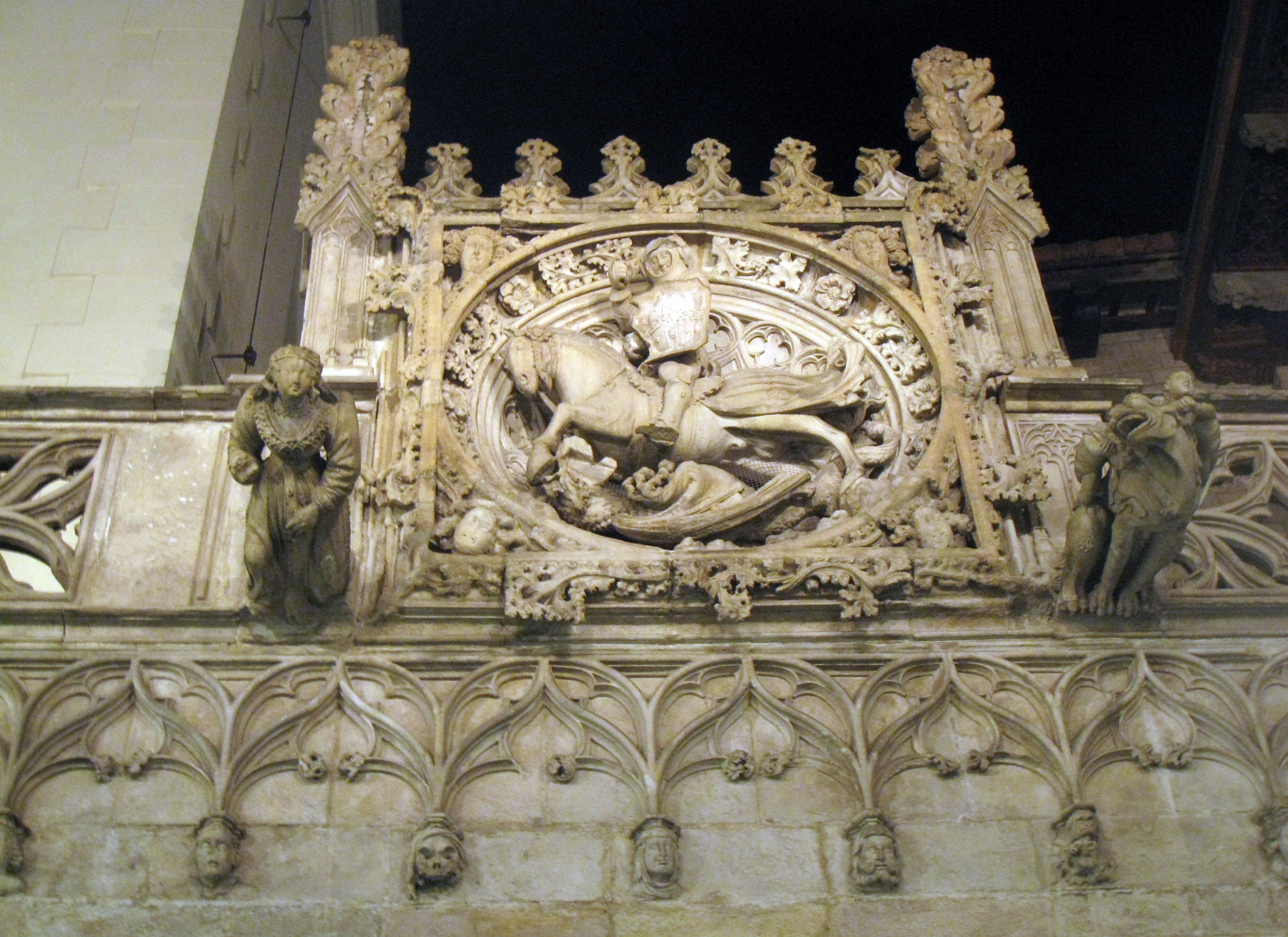
Relleu de Sant Jordi del carrer del Bisbe, de Pere Joan

#### Capella de Sant Jordi

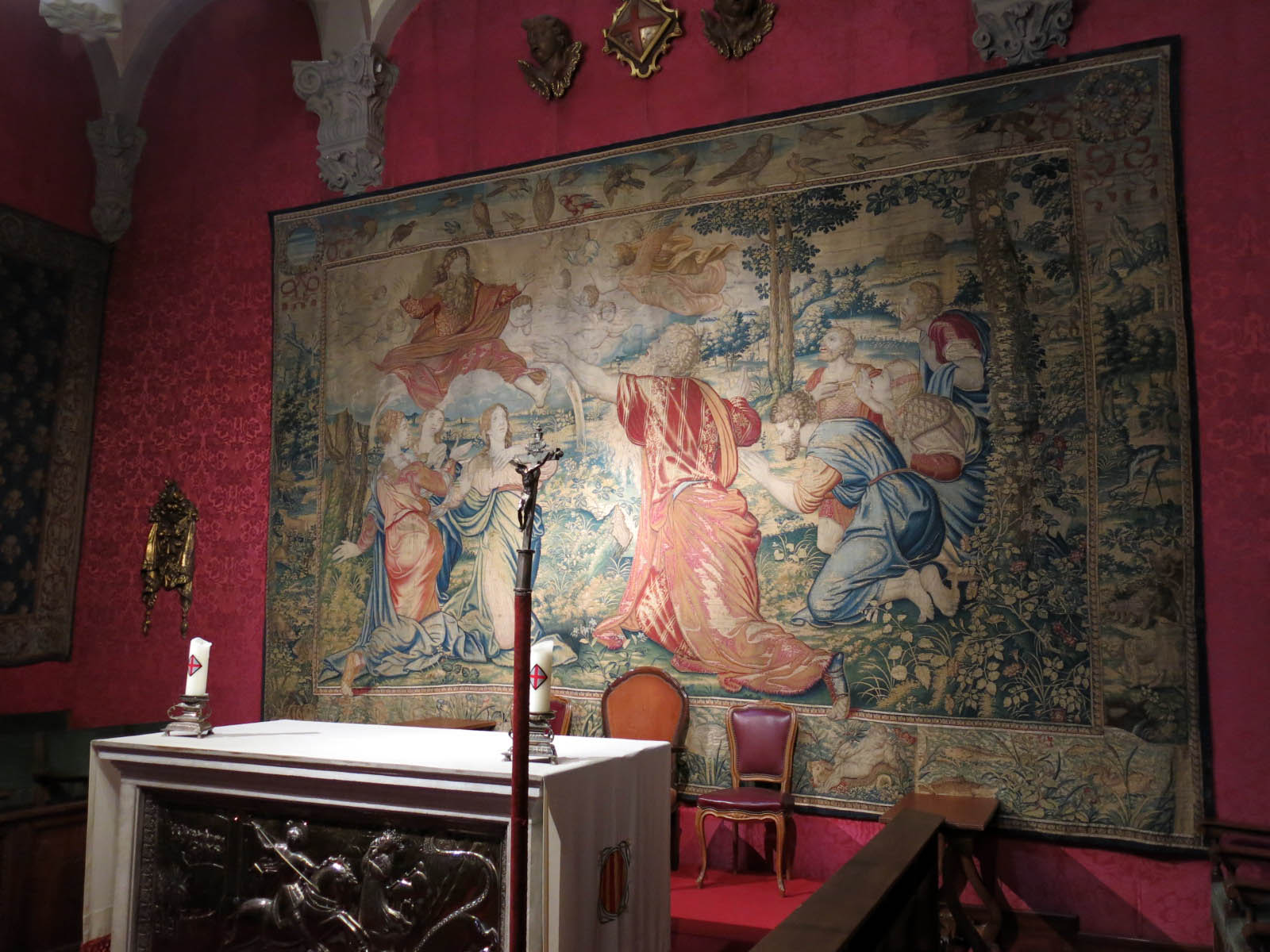
Tapís flamenc i altar de la capella de Sant Jordi

La Capella de Sant Jordi és una mostra excel·lent de la qualitat i la importància del gòtic català, construïda a l'apogeu de la Catalunya medieval. És situada a la galeria gòtica, just davant de l'escala, si bé aquest no va ser el seu emplaçament original. Construïda seguint un projecte de Marc Safont entre 1432 i el 28 de juliol de 1434, és una peça quadrada coberta amb volta de creueria amb nervis que arranquen de quatre mènsules amb la imatge dels quatre evangelistes. Al centre, una clau de volta amb la imatge de sant Jordi matant el drac. Al seu voltant, altres voltes amb imatges de l'escut de la Generalitat i les quatre barres de Catalunya. La façana presenta una porta amb dues finestres laterals totes elles en forma ogival d'estil gòtic flamíger, profusament decorades, recordant l'art mudèjar. El 1437, es va guarnir amb un retaule de Bernat Martorell. S'hi conserva un excepcional frontal d'altar brodat per Antoni Sadurní, datat el 1450 i realitzat amb seda i fils metàl·lics d'or i plata. Del mateix Antoni Sadurní és la Dalmàtica del tern de sant Jordi que també es conserva a la capella.

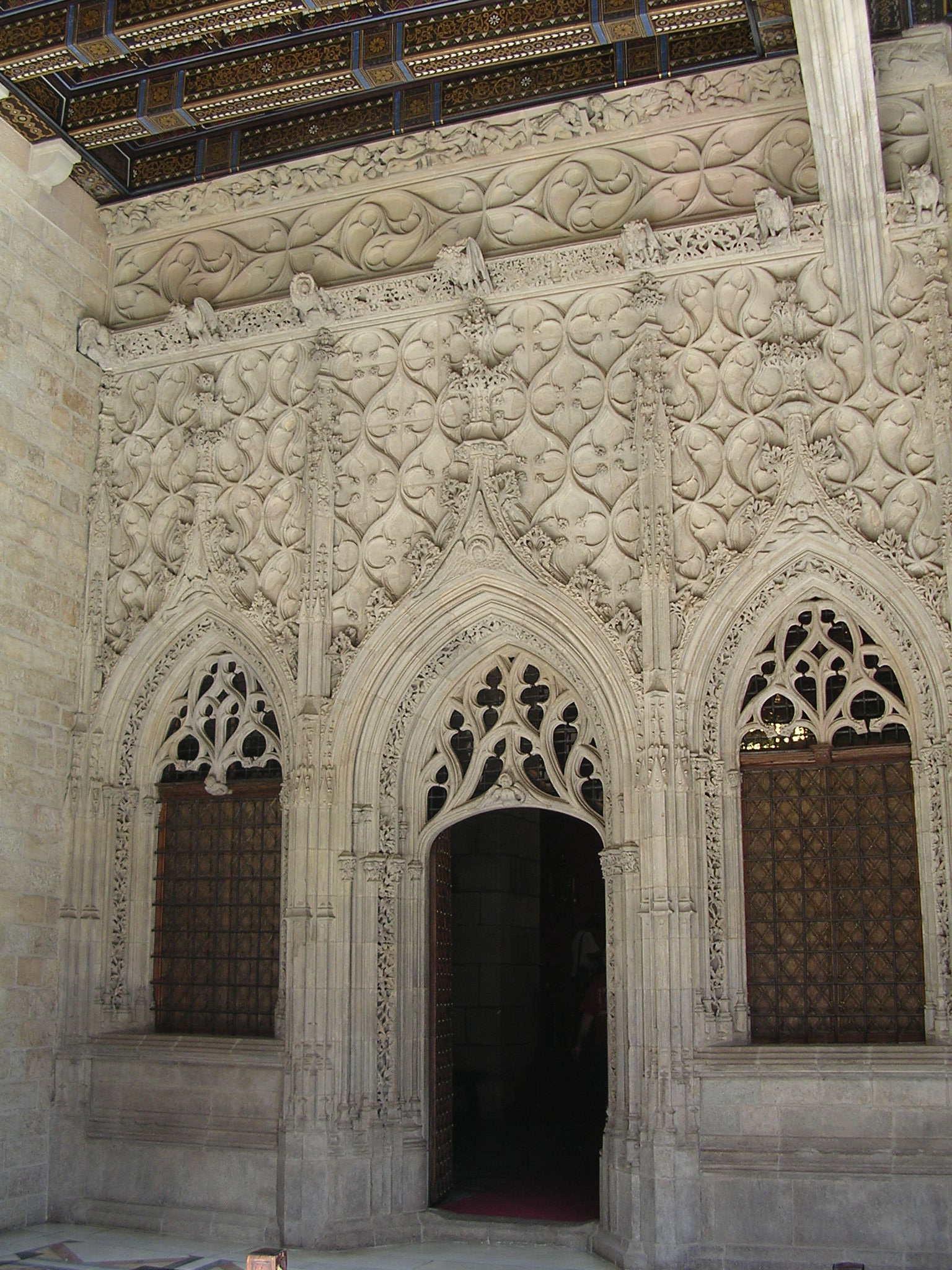
Façana de la capella de Sant Jordi
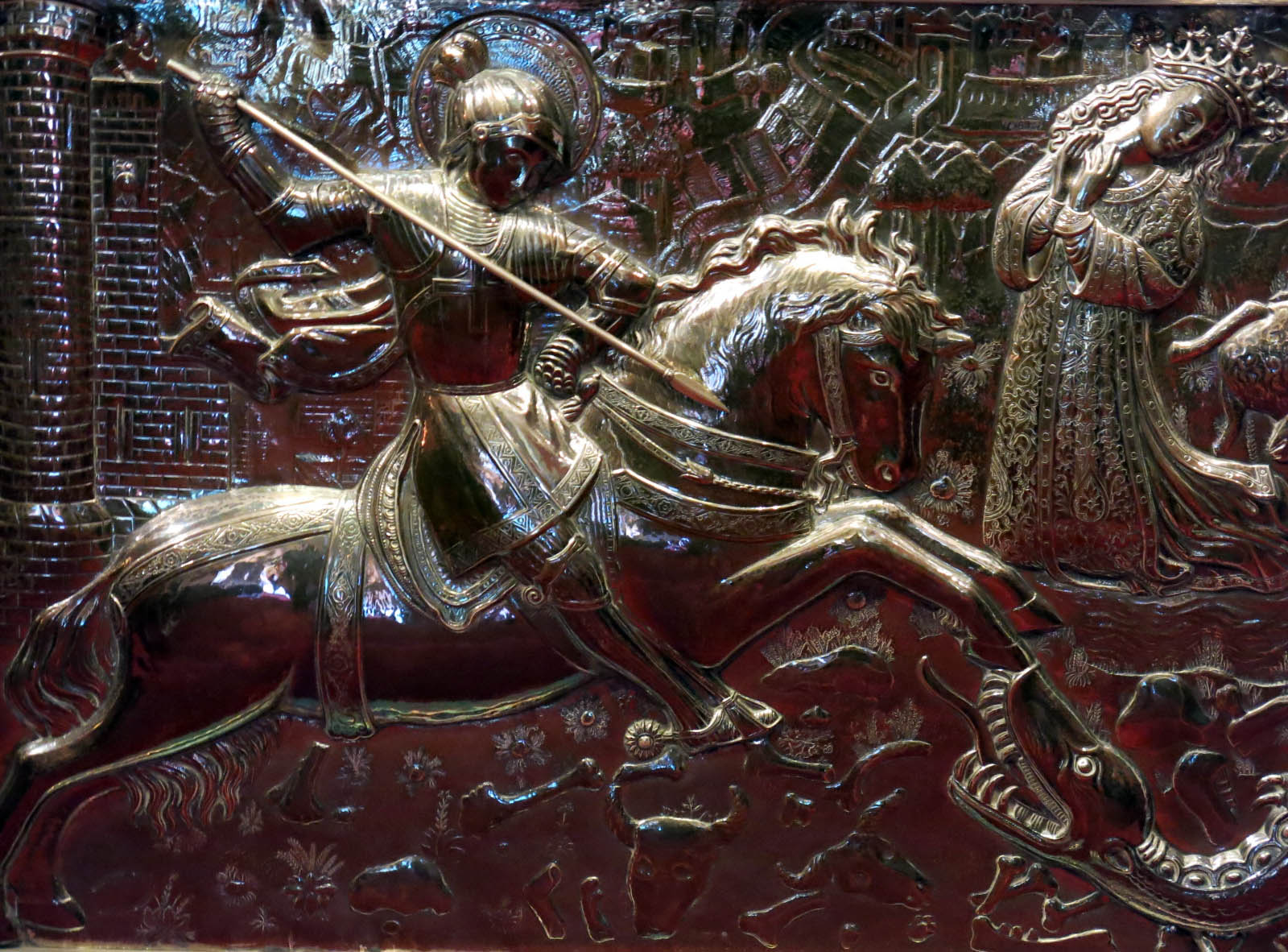
Frontal d'altar de la capella de Sant Jordi (1450)
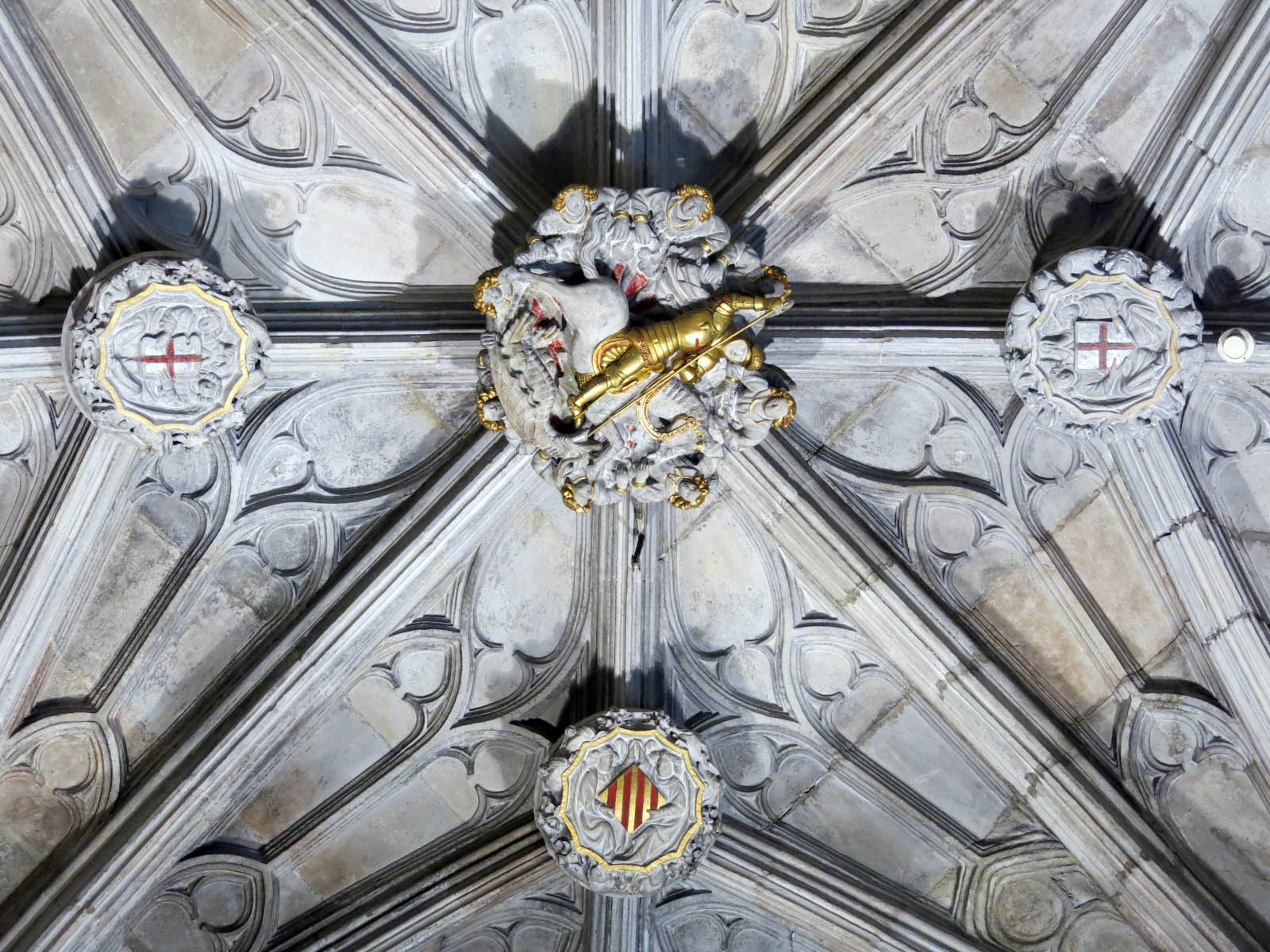
Volta de creueria amb la clau de volta de Sant Jordi

### Període renaixentista
L'evolució de la institució fa que cent anys més tard el palau creixi per la banda de ponent. La part més destacada d'aquesta ampliació és la cambra daurada situada al primer pis i continuació de la sala del Consell. L'obra s'encarregà el 16 de juliol de 1526 a Mateu Capdevila, en aquell moment arquitecte oficial de la Generalitat. La decoració, formada per capitells daurats amb motius heràldics, va ser realitzada per Joan de Tours, i el teginat de fusta dels sostres és obra de Bartomeu Barceló. Entre 1531 i 1537 es produí una nova ampliació que feu créixer l'edifici per la cara nord des de Sant Honorat cap al carrer del Bisbe. L'habitatge incloïa un hort amb taronges que es respectà i es reenquadrà amb les noves dependències. El 1560, mossèn Pere Cassador encarregà pavimentar l'hort convertint-lo en el primer pati dels Tarongers.
La denominació de període renaixentista és cronològica i no pas estilística, doncs l'estil gòtic va continuar essent l'estil oficial de l'expressió del poder a Catalunya.

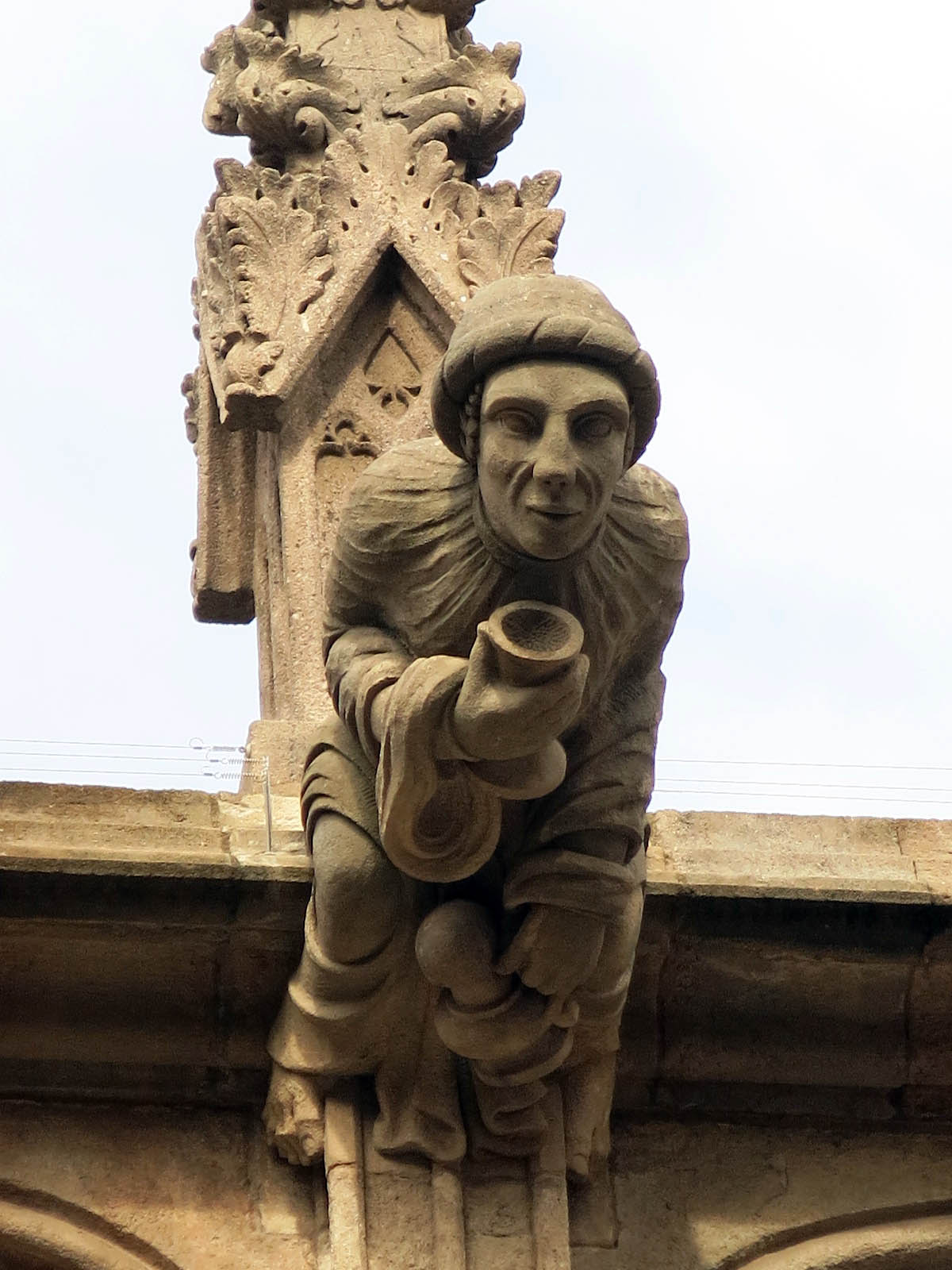
Una de les gàrgoles que envolten el pati dels Tarongers
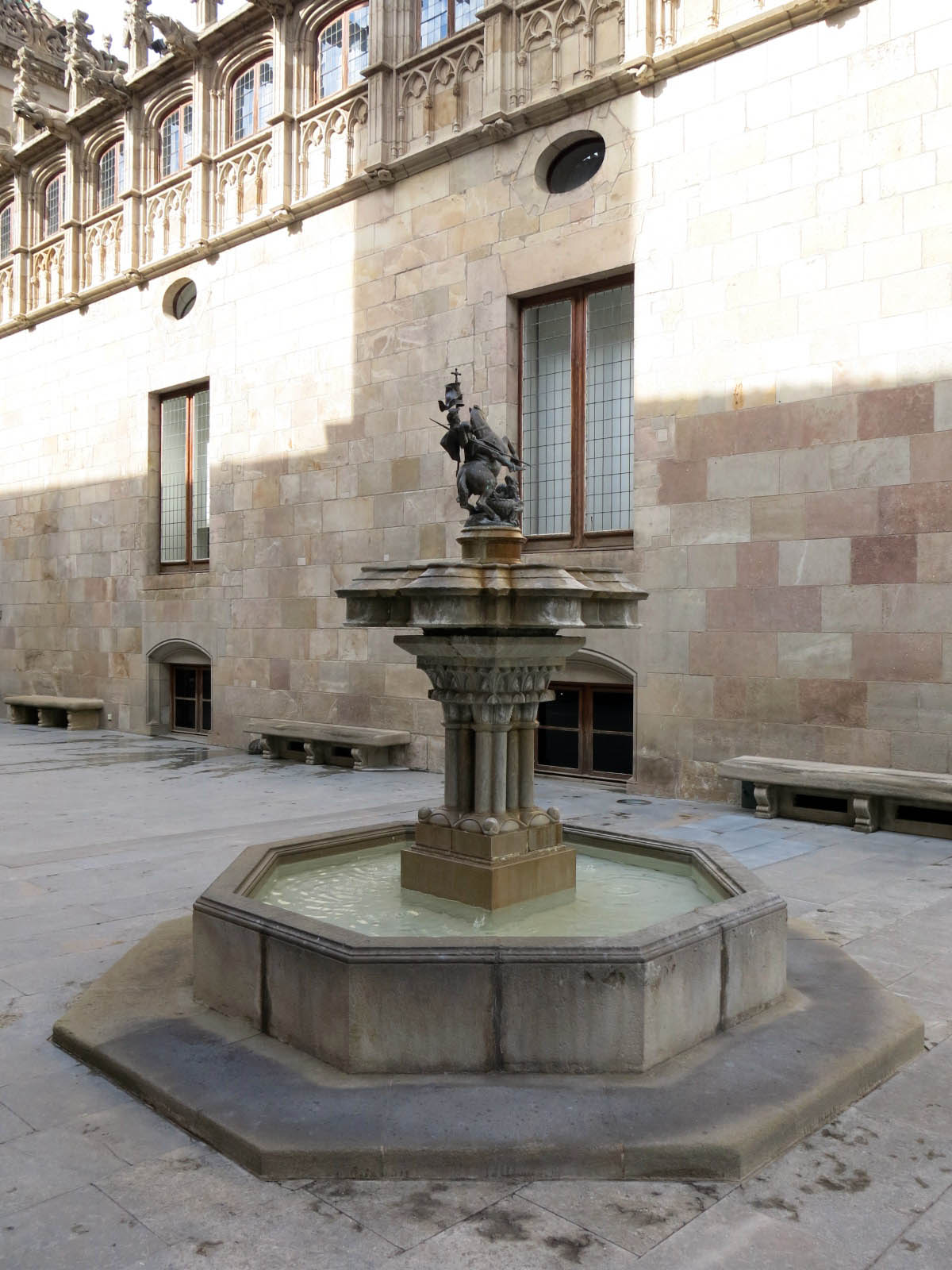
Font de Sant Jordi, al pati dels Tarongers
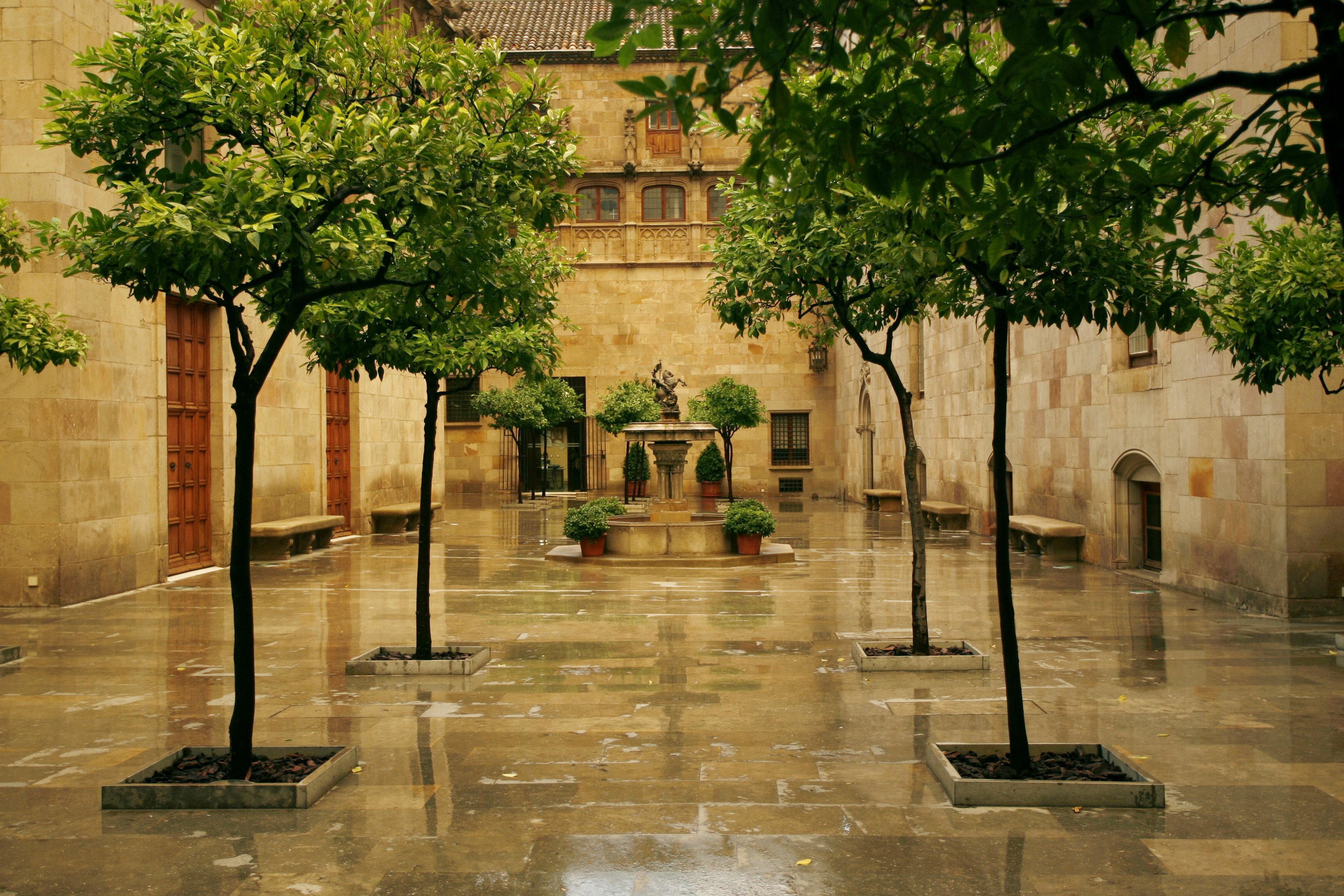
El pati un dia de pluja
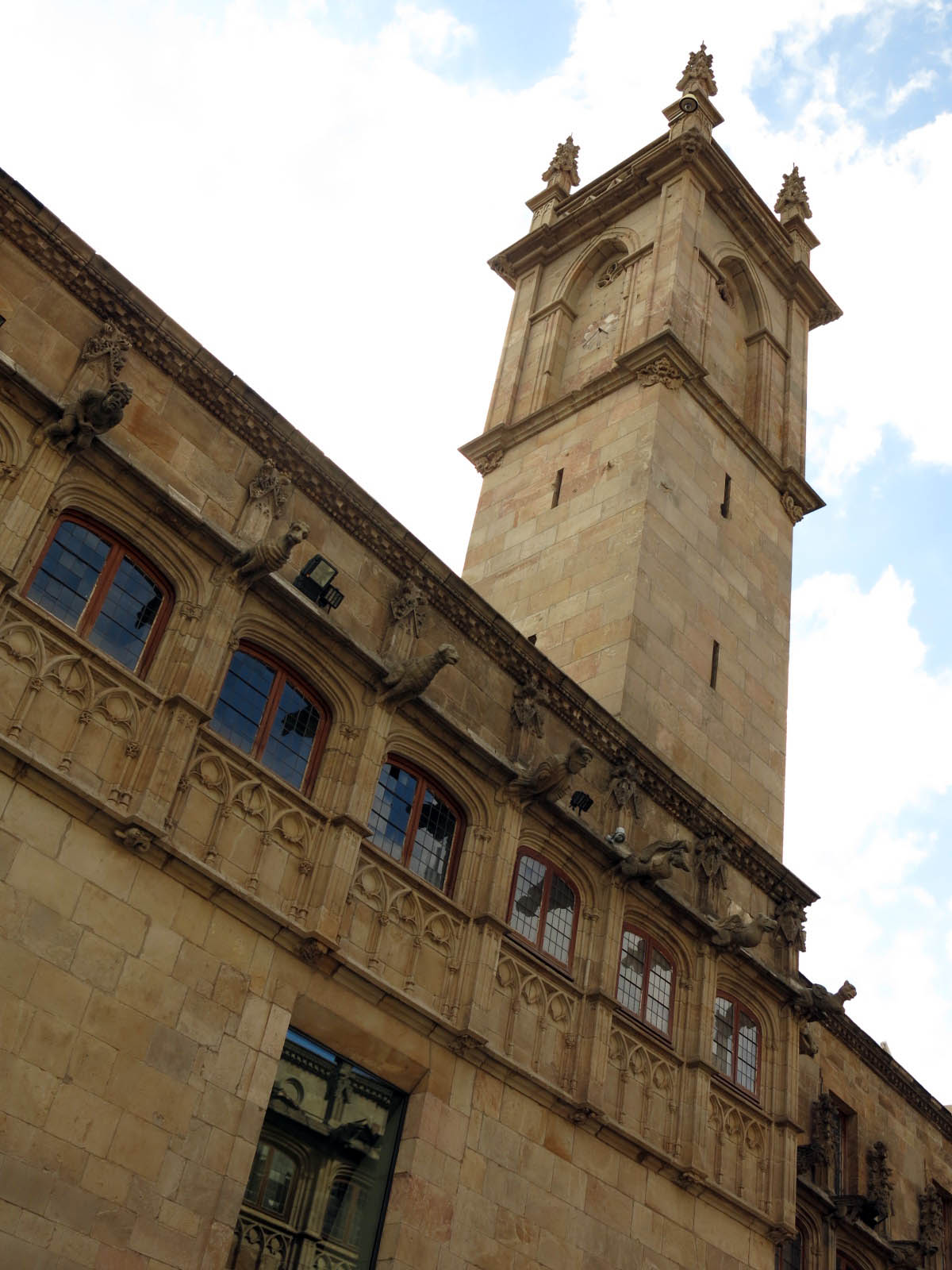
Torre del pati dels Tarongers
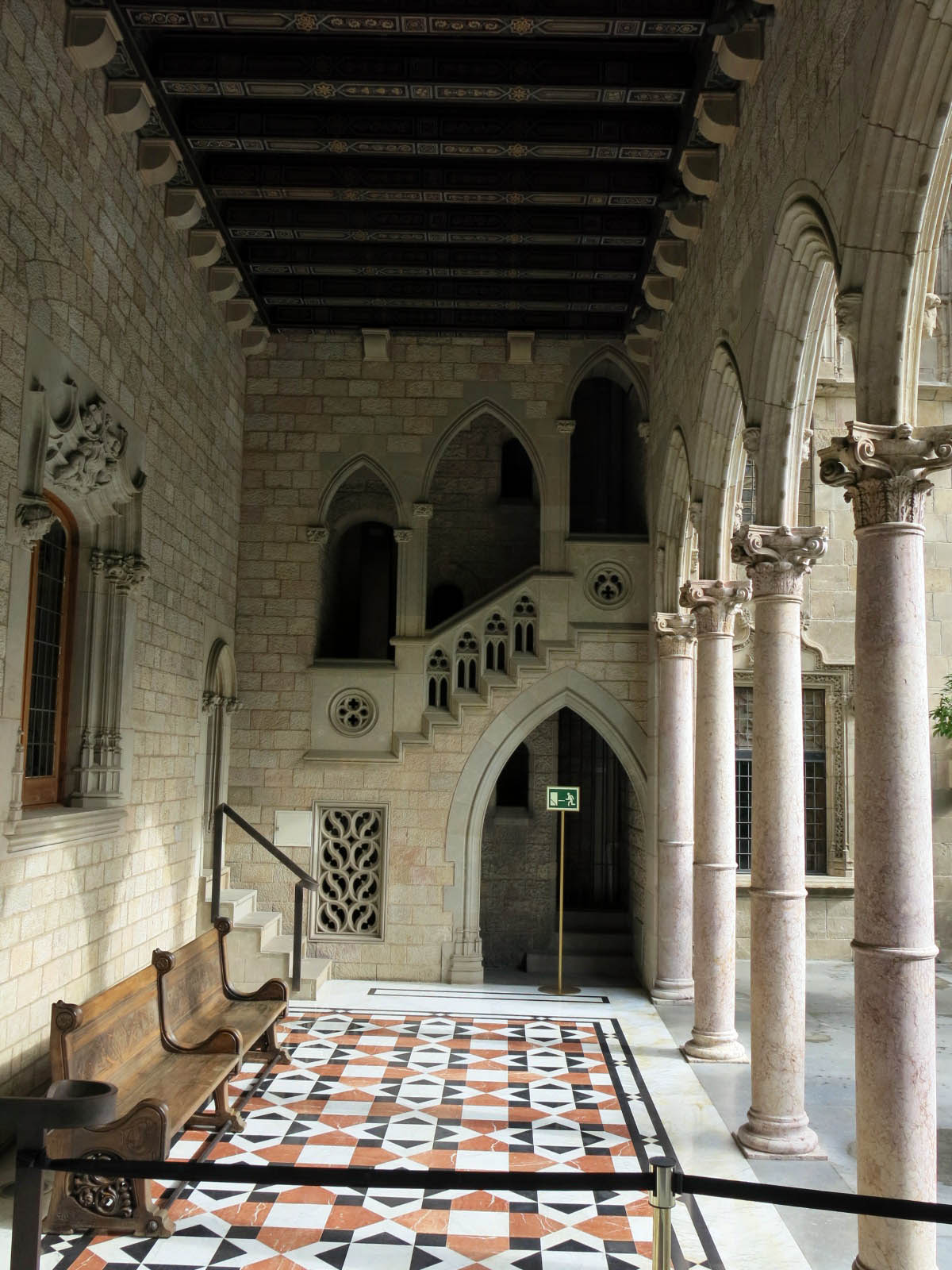
Llotja del pati dels Tarongers

### El Palau a la plaça Sant Jaume
Les ampliacions del període renaixentista fetes fins al moment havien respectat l'estil gòtic del palau original i, llevat de petites modificacions, no s'hi imposaven formes renaixentistes.

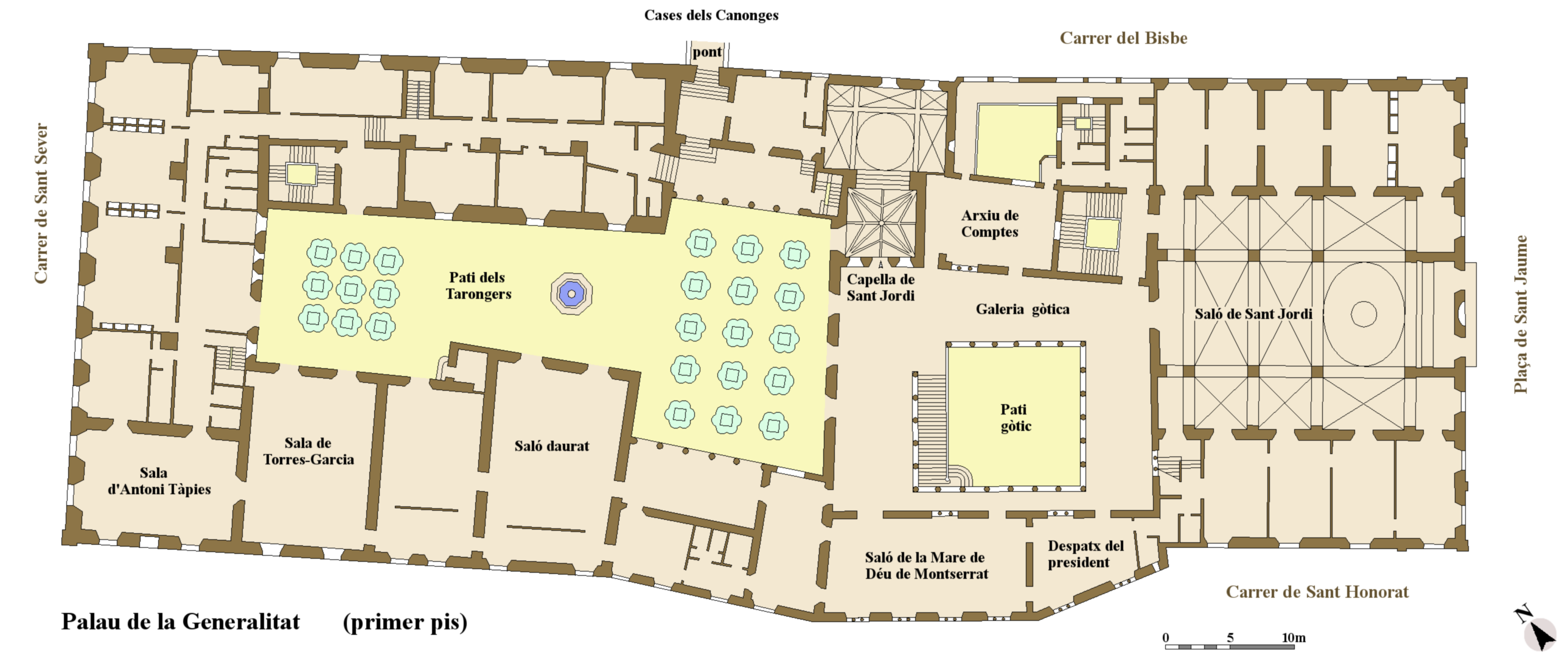
Palau de la Generalitat de Catalunya, planta del primer pis

Tanmateix, a finals del segle xvi s'abordà l'ampliació cap a migjorn, és a dir l'actual Plaça de Sant Jaume. En tractar-se d'un bloc compacte adherit al palau original, els diputats optaren per un encàrrec més radical. Les obres començaren el 1597 amb l'enderrocament dels habitatges adquirits i s'encarregaren a Pere Blai, sembla que per imposició del President, Francesc Oliver de Boteller, abat del monestir de Poblet. La façana segueix la inspiració del renaixement italià, i s'inspira en el Palau Farnese de Roma.

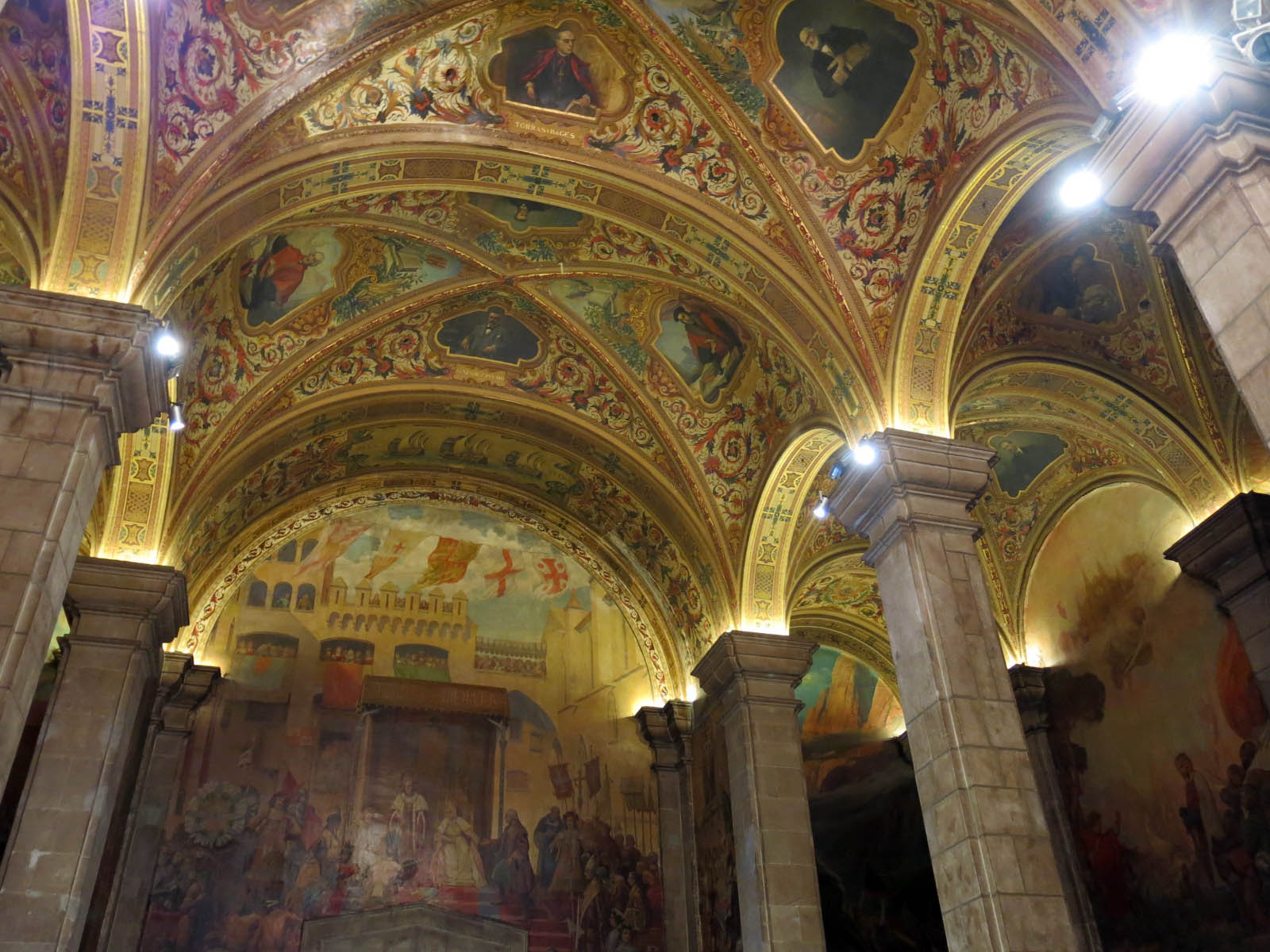
Saló de Sant Jordi, volta de la nau central

L'obra va tenir molts entrebancs. El primer va ser de caràcter polític amb Felip II, que paralitzà les obres quasi nou mesos. Posteriorment, problemes tècnics en l'encaix d'aquest edifici amb el gòtic, seguit dels dubtes dels diputats sobre l'evolució de l'obra de Blai i sobre l'aspecte exterior massa solemne per l'espai que tenia (fins a 1824 a l'espai de l'actual plaça hi havia el convent de Sant Jaume). Amb tot, i després de plantejar-se el seu enderroc i de patir aturades per crisi financera, l'edifici s'acabà entre 1616 i 1619, quan el projecte original estimava la durada en quatre anys.
La part més important de l'obra i nucli de tota la construcció és la capella de Sant Jordi en el centre del primer pis, amb tres naus i cúpula. Al segle xviii esdevé Saló de Sant Jordi. Encara conserva el paviment original fet de marbre policrom.
La porta principal està flanquejada per quatre columnes dòriques llises d'origen romà datades el segle ii. La principal hipòtesi que proposen els investigadors de l'ICAC és que haurien estat esculpides a Troia i traslladades a Tarragona, al Temple d'August de Tarragona del recinte de culte del Fòrum Provincial. Acabat l'Imperi Romà s'haurien traslladat a una església a la zona de Sant Pere Sescelades. Aquesta església es va destruir i Pere Blai va negociar amb les autoritats tarragonines la seva incorporació a la nova façana el 1598.

### Modificacions posteriors

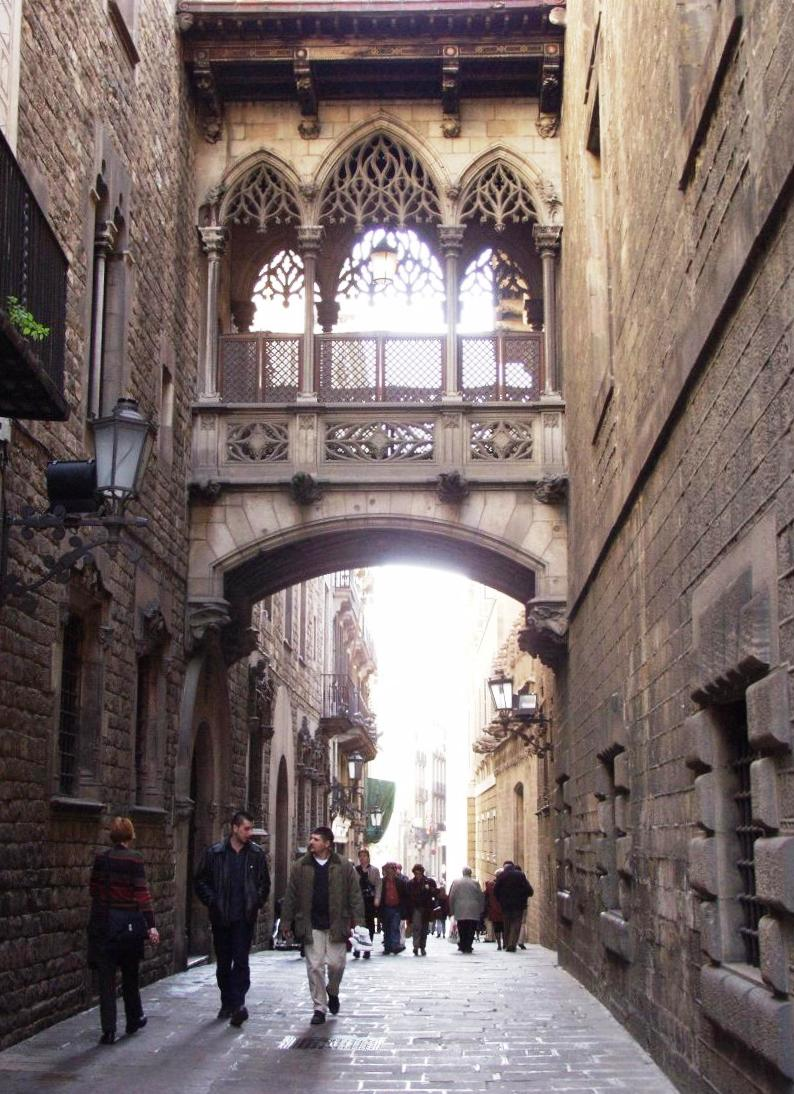
Pont entre el Palau de la Generalitat i la Casa dels Canonges

Amb la primera abolició de la Generalitat en el segle xviii, l'edifici passa a ser ocupat per la Reial Audiència, i a partir del 1822 per la Diputació provincial de Barcelona. Aquest període, fins a la creació de la Mancomunitat de Catalunya, que també ocupà l'edifici, no registrà ampliacions ni canvis arquitectònics importants, si bé patí una important degradació fruit dels canvis funcionals (capella de Sant Jordi secularitzada i convertida en Saló Sant Jordi), de l'espoli de béns mobles, tapissos i peces dels tresors de la capella; i de la manca de cura.
La instauració de la Mancomunitat el 1914 suposà una recuperació d'un símbol del catalanisme. Enric Prat de la Riba encarregà a Puig i Cadafalch la rehabilitació i eliminació dels signes deixats durant dos segles d'ocupació. En aquesta època es realitzaren els frescos de Joaquim Torres Garcia, l'excavació del Pati dels Tarongers, i la construcció de la sala de conferències que hi ha sota, que comunica els carrers de Sant Honorat amb els de Sant Sever i del Bisbe.
Josep Maria Milà i Camps va dur a terme, entre els anys 1925 i 1930, una important remodelació arquitectònica i decorativa de l'antic palau de la Generalitat de Catalunya. L'objectiu d'aquestes obres milionàries, dirigides per l'arquitecte Joan Rubió i Bellver, fou tenir llest l'edifici per a la celebració de l'Exposició Internacional de 1929, durant la Dictadura de Primo de Rivera. El popular pont neogòtic del carrer del Bisbe, que uneix el palau amb les Cases dels Canonges, residència oficial del President, és un exemple, entre molts, de les nombroses intervencions dutes a terme en aquest edifici medieval i els seus voltants, coneguts des d'aleshores com a Barri Gòtic.
Amb tot, però, el pas de Josep Maria Milà i Camps pel palau serà recordat sempre per la polèmica coberta dels frescos noucentistes que Joaquim Torres i García havia pintat al Saló de Sant Jordi, en temps de la Mancomunitat, per unes pintures de temàtica espanyolista i de qualitat artística força discutible, pintades entre el final del 1926 i el començament del 1927, obra de Francesc Galofré i Oller i el seu fill Francesc Galofré i Surís. Finalment les pintures van ser retirades el 2024, deixant els murs nus. De la mateixa època és el Sant Jordi de la font del pati dels Tarongers, obra de Frederic Galcerà Alabart. Entre el 1926 i el 1929, la capella de Sant Jordi va ser restaurada completament i dotada amb noves peces d'orfebreria, de parament tèxtil i d'indumentària litúrgica. També es van encarregar les Puntes de la Capella de Sant Jordi, tres peces de punta per a l'aixovar litúrgic de la capella.

### Sala Tàpies

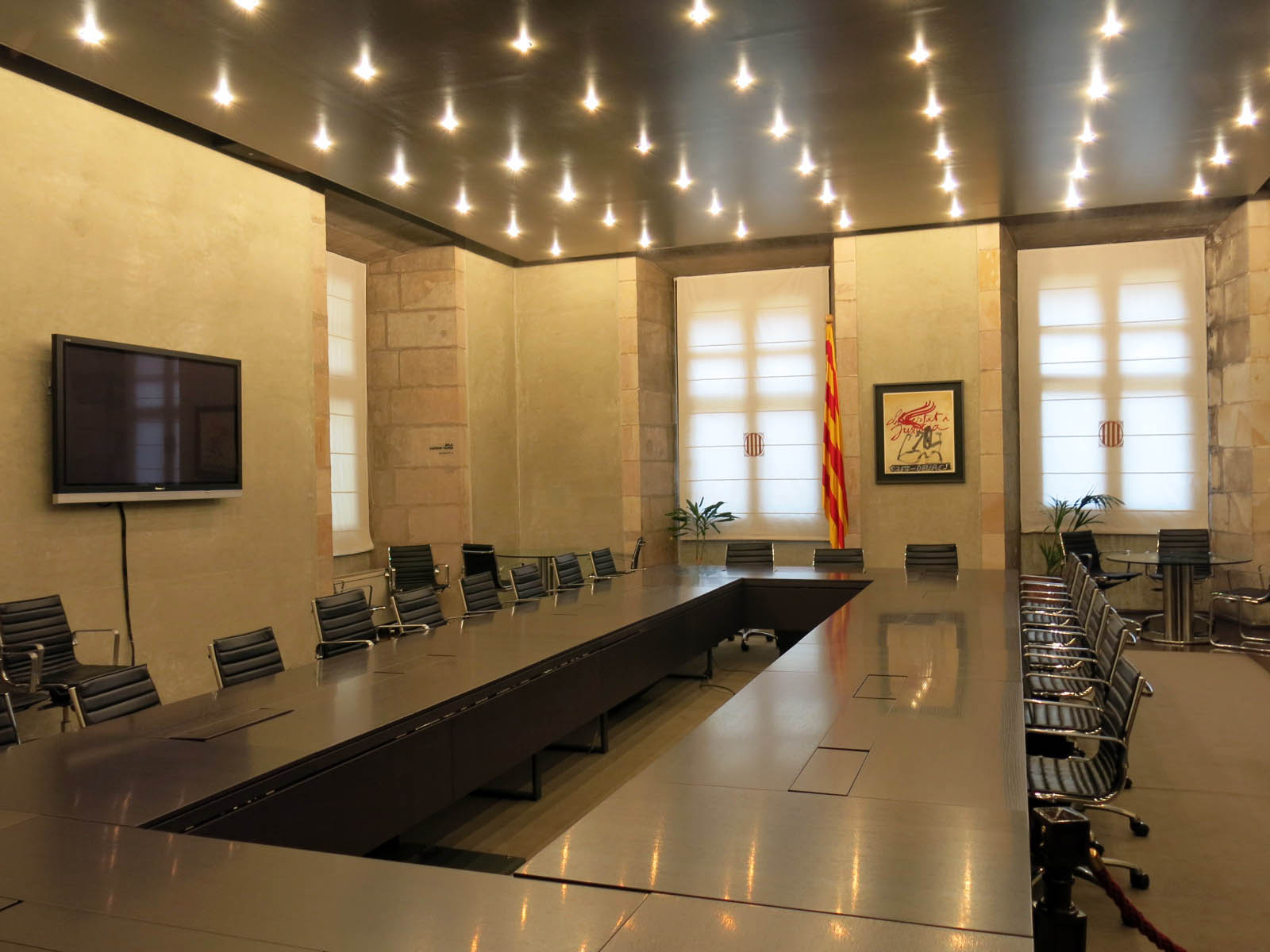
Sala Tàpies

Originàriament, aquest compartiment, que dona als carrers de Sant Honorat i de Sant Sever, es va construir per ser destinat com arxiu. Es tracta d'una cambra adjacent a la Sala Torres Garcia i durant força anys acollí les reunions del Govern de Catalunya. El seu nom es deu al gran mural, obra del pintor Antoni Tàpies, que feia al·lusió a les quatre grans cròniques catalanes medievals i que va ser encarregat el 1990 per ser el teló de fons de la sala. El 2006 el mural de Tàpies va ser traslladat al Saló Daurat (ara Sala Tarradellas) del palau que també va passar a ser l'espai de reunió del Govern.
Avui, tot i no comptar amb l'obra que li va donar el seu nom, la Sala Tàpies continua mantenint aquesta denominació i l'espai és presidit per un quadre del mateix Tàpies. Acull les reunions del Consell Tècnic de la Generalitat, l'òrgan col·legiat de suport al Govern format pels secretaris generals dels diferents departaments.

## Galeria d'imatges

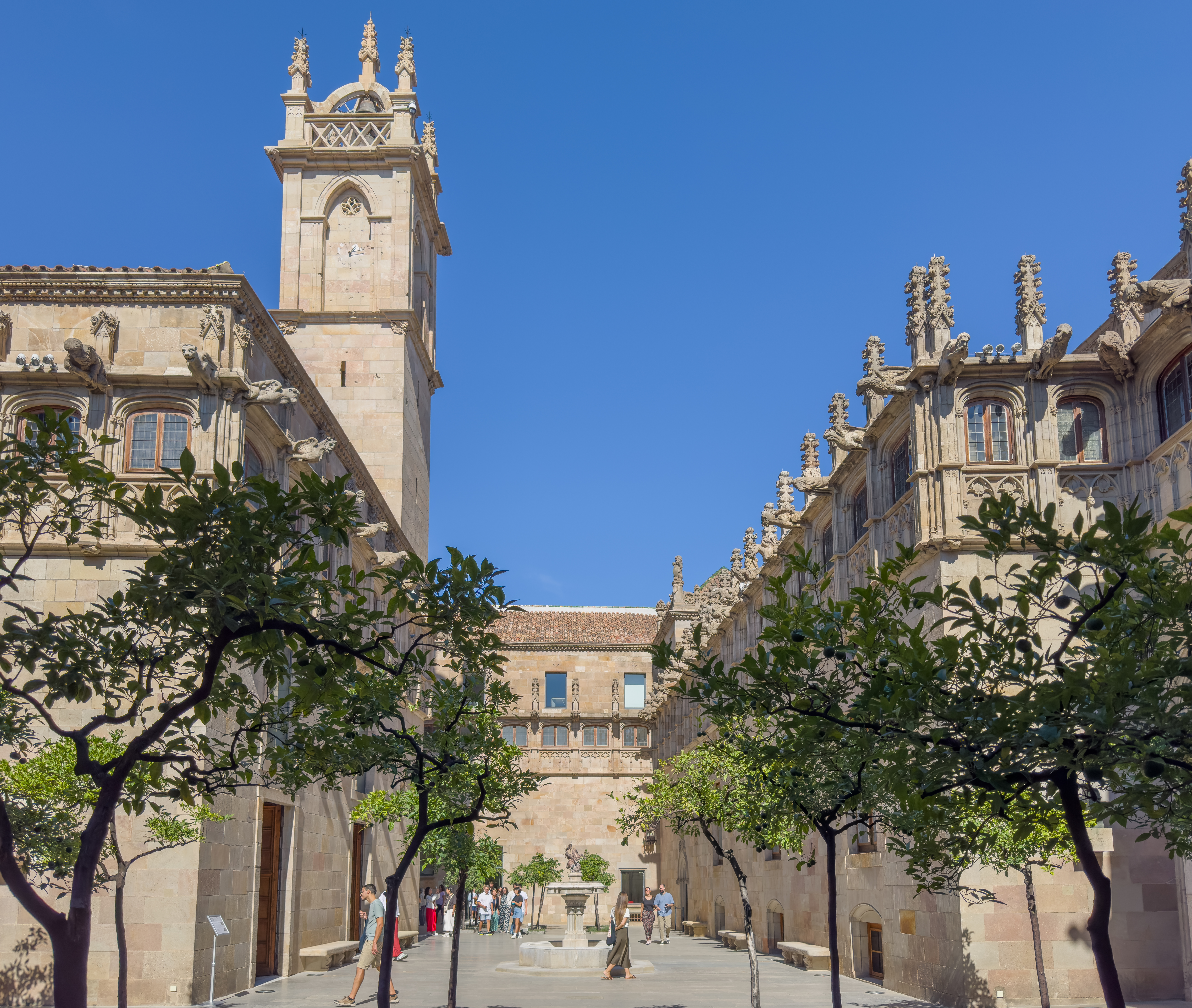
Pati dels Tarongers
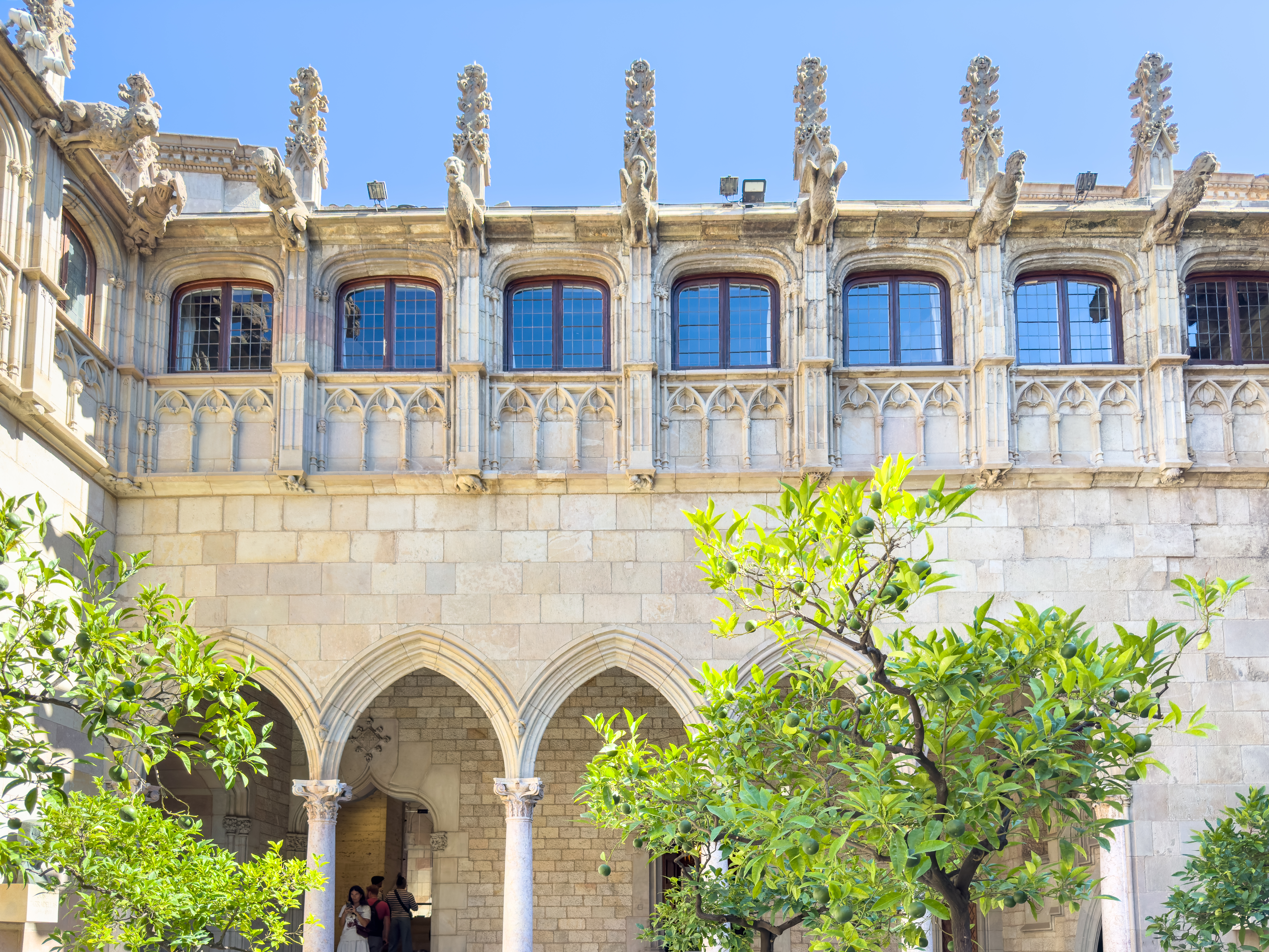
Pati dels Tarongers
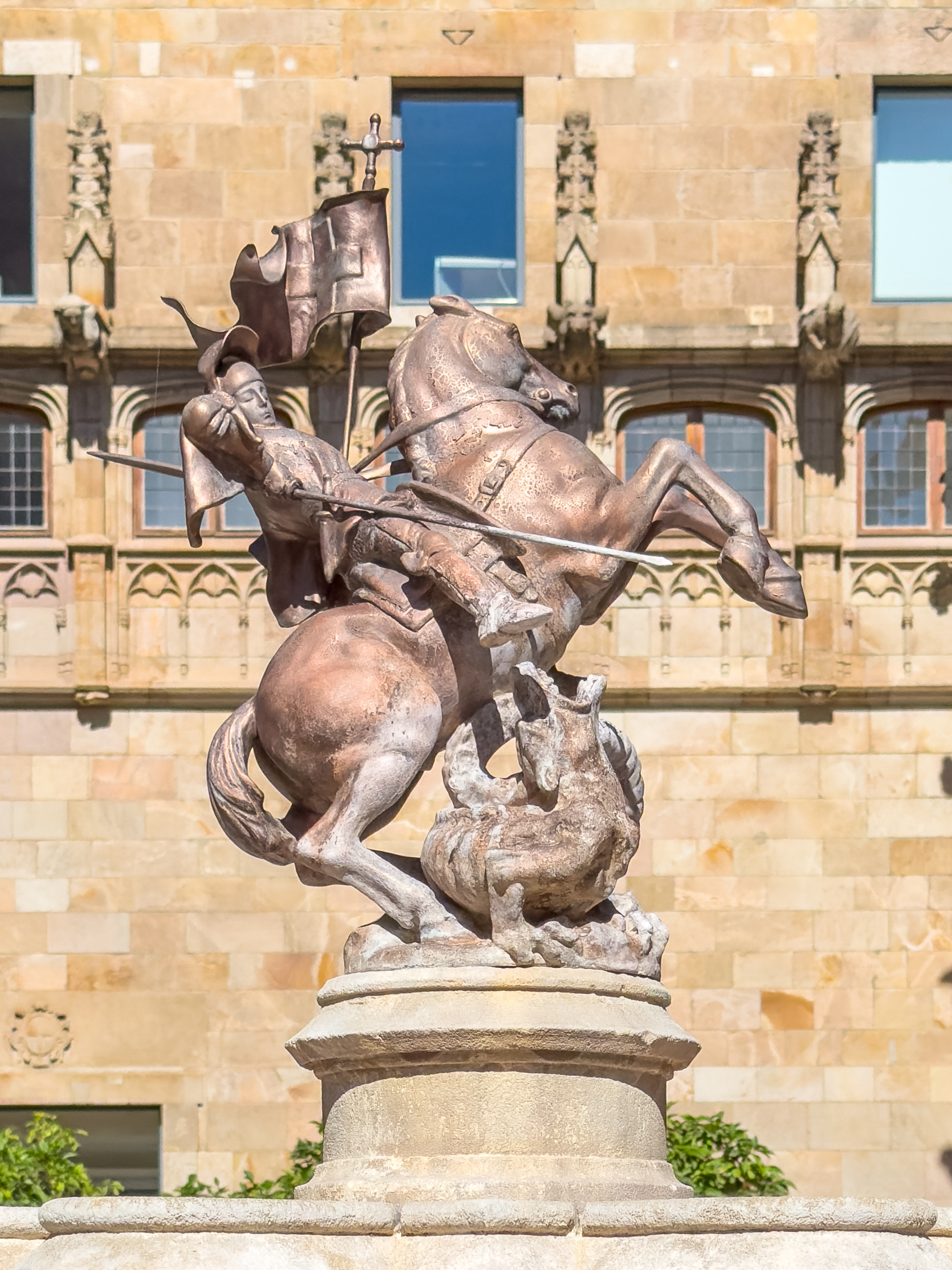
Estàtua de Sant Jordi a la font del pati dels Tarongers
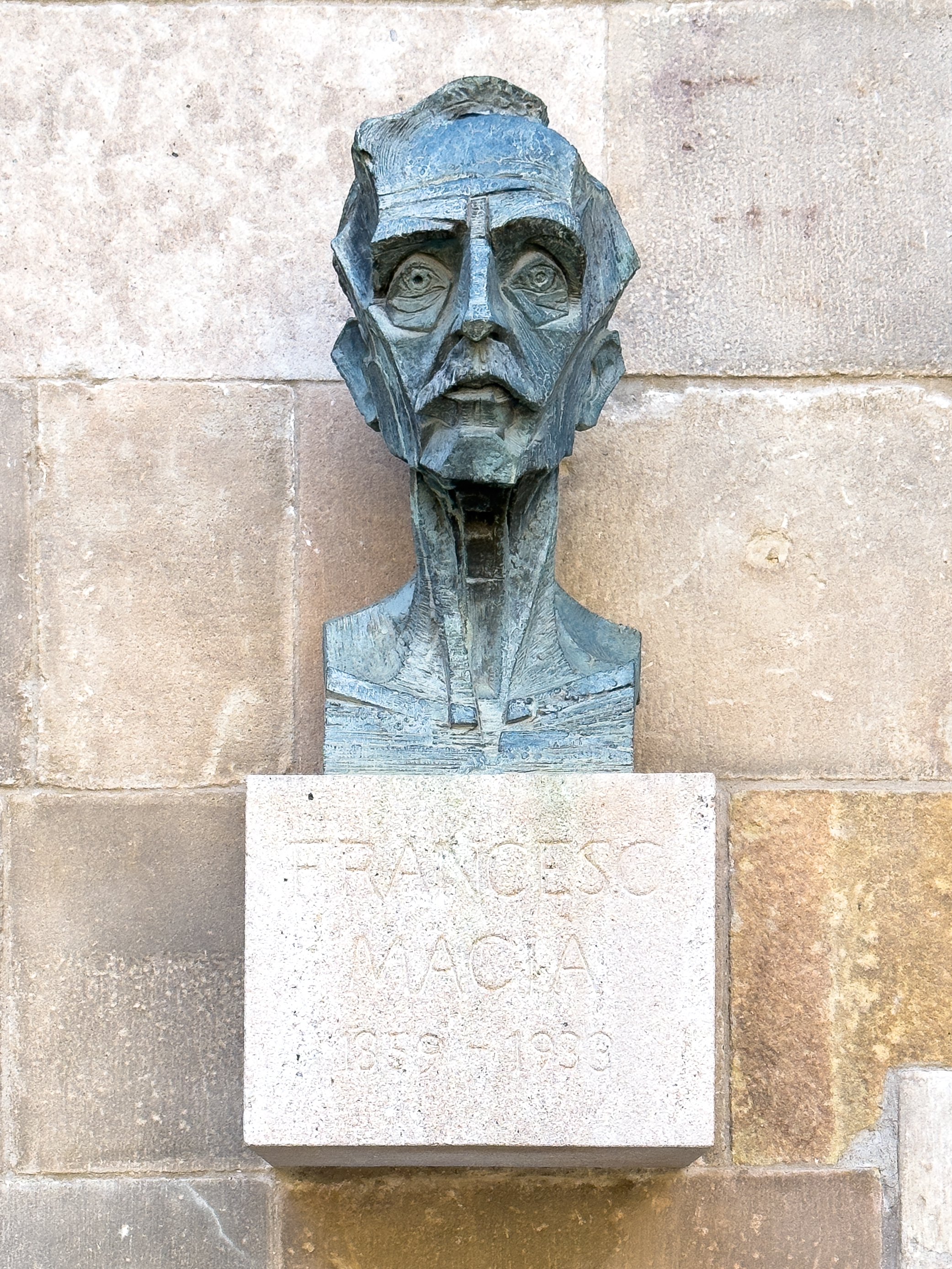
Francesc Macià de Josep Maria Subirachs, pati dels Tarongers
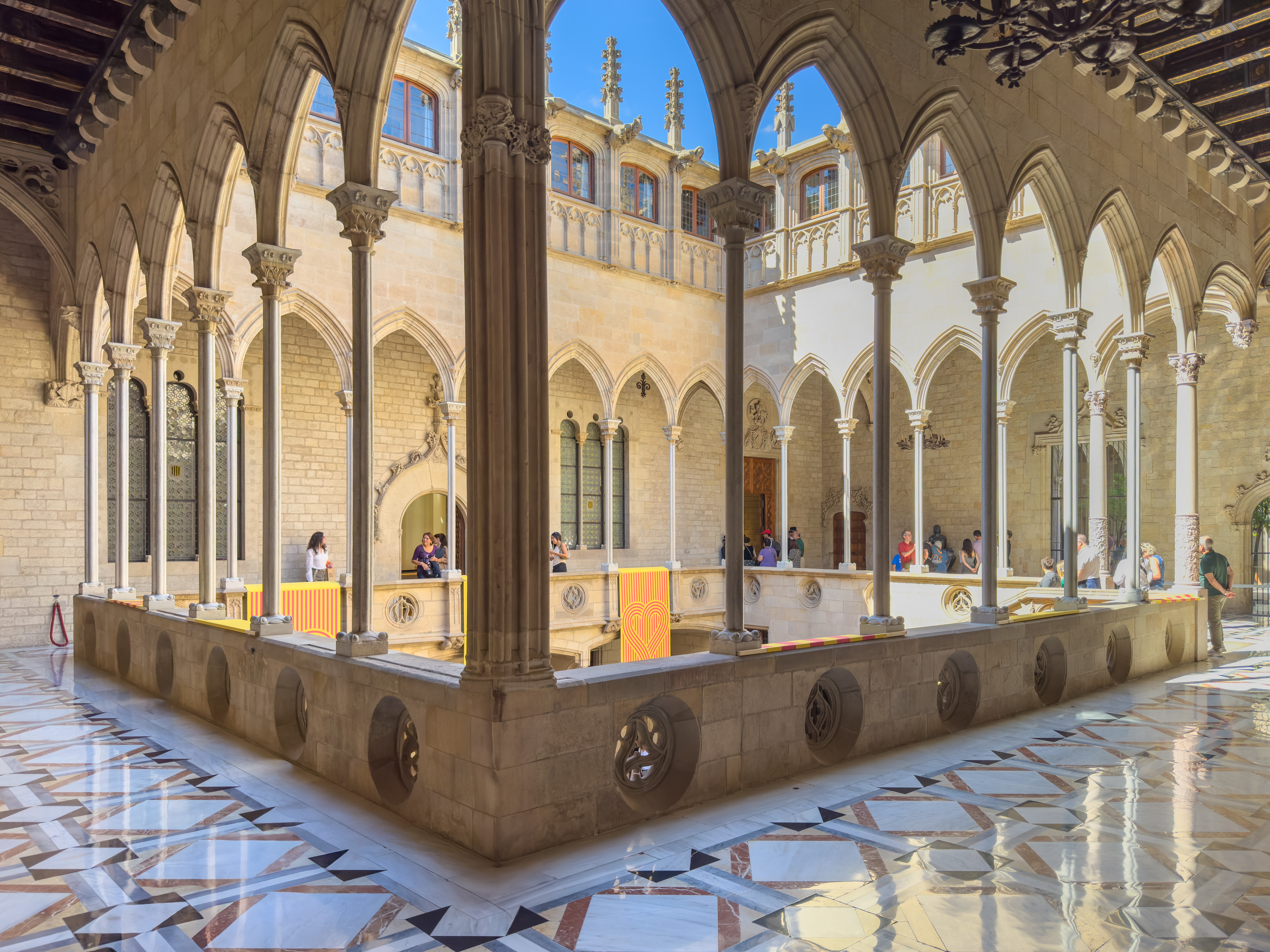
Galeria gòtica
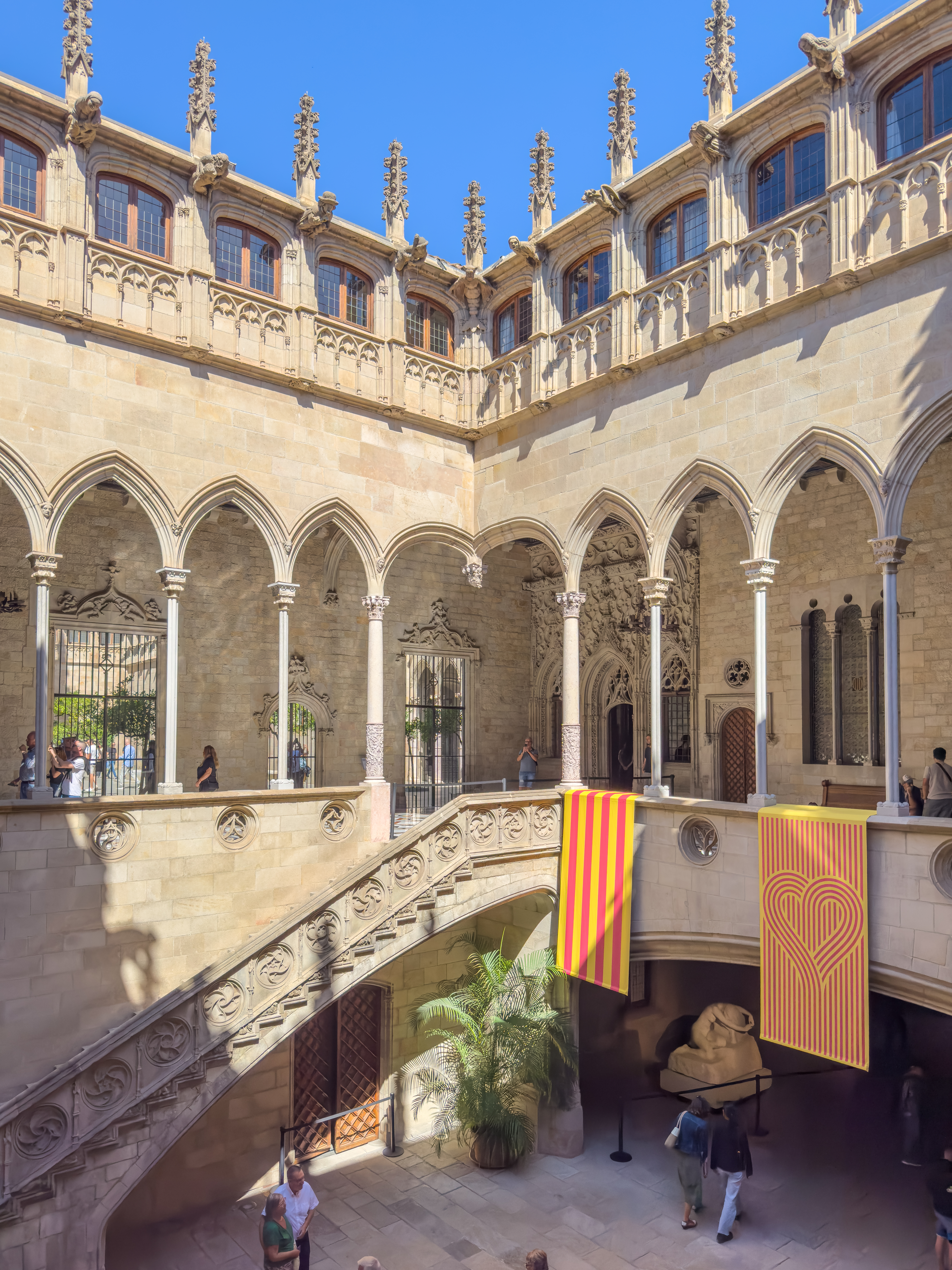
Pati gòtic
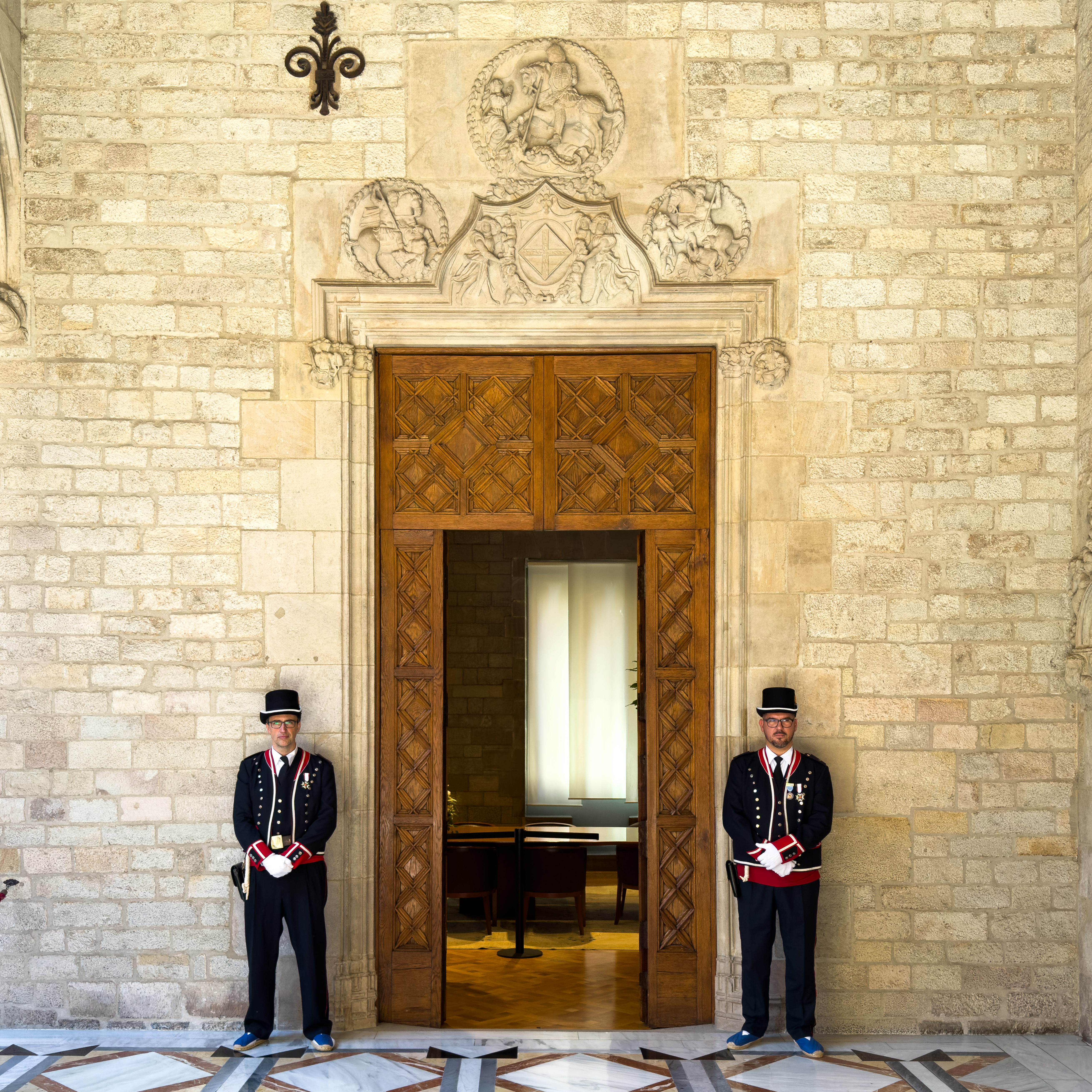
Galeria gòtica
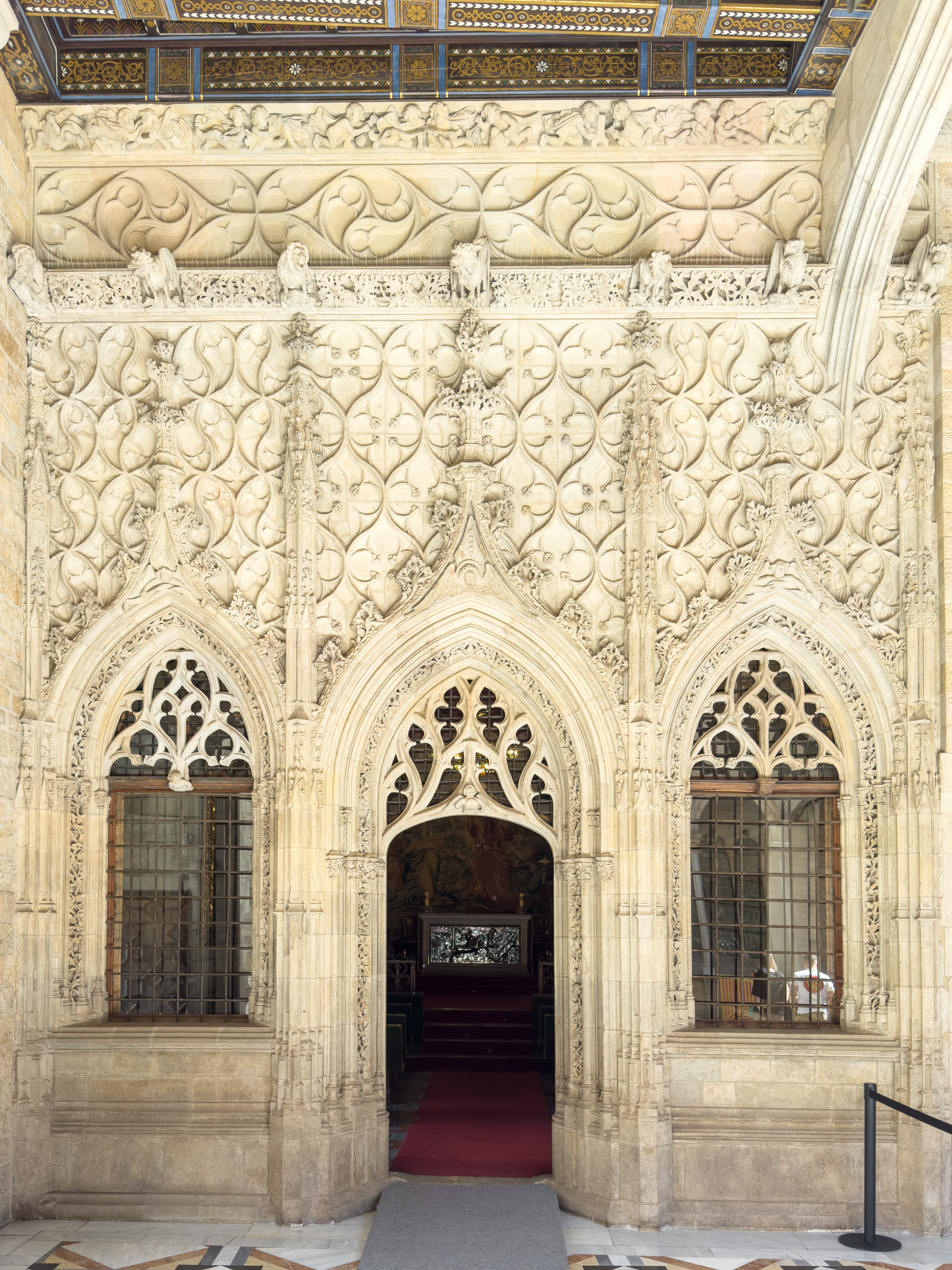
Capella de Sant Jordi
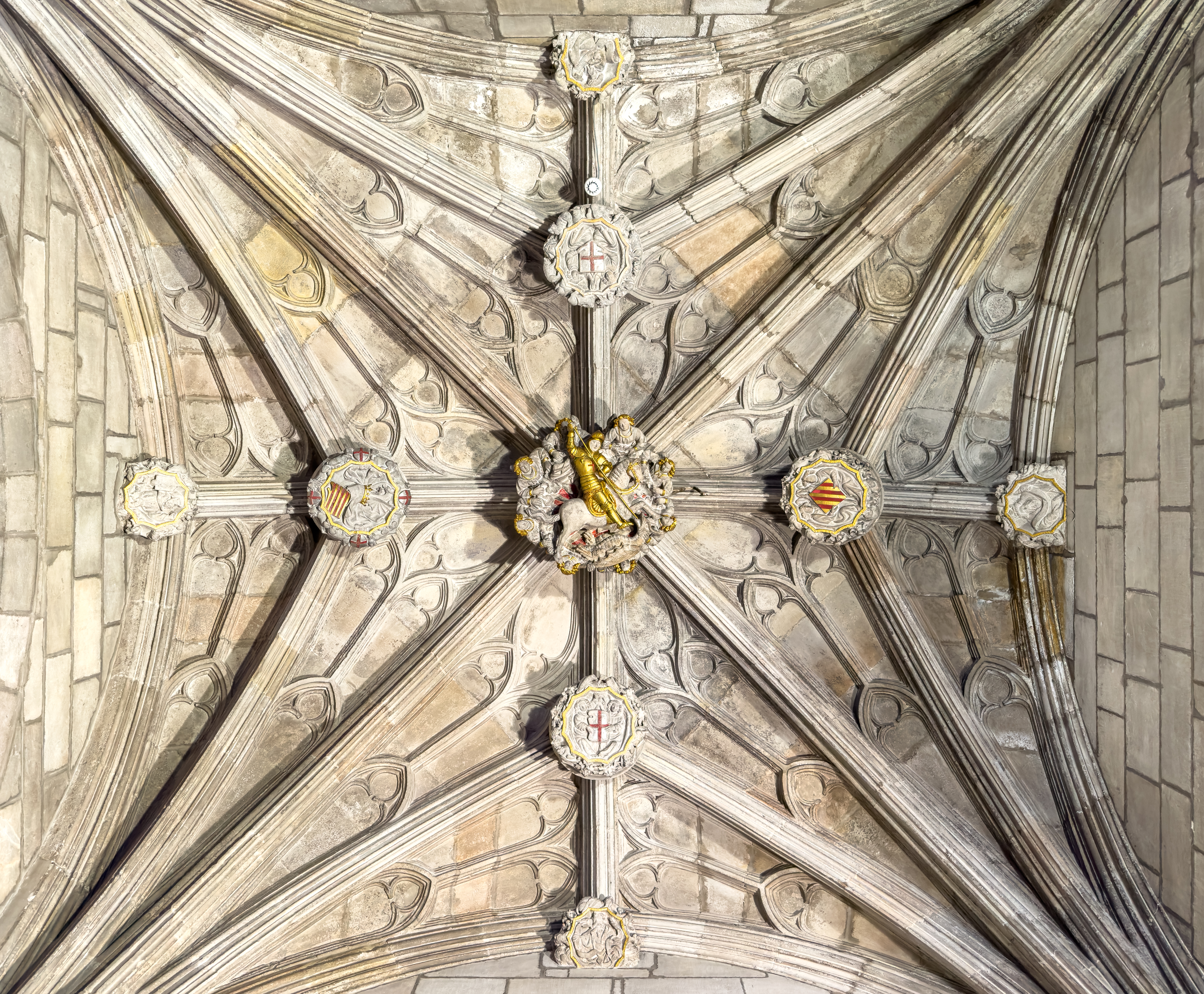
Capella de Sant Jordi
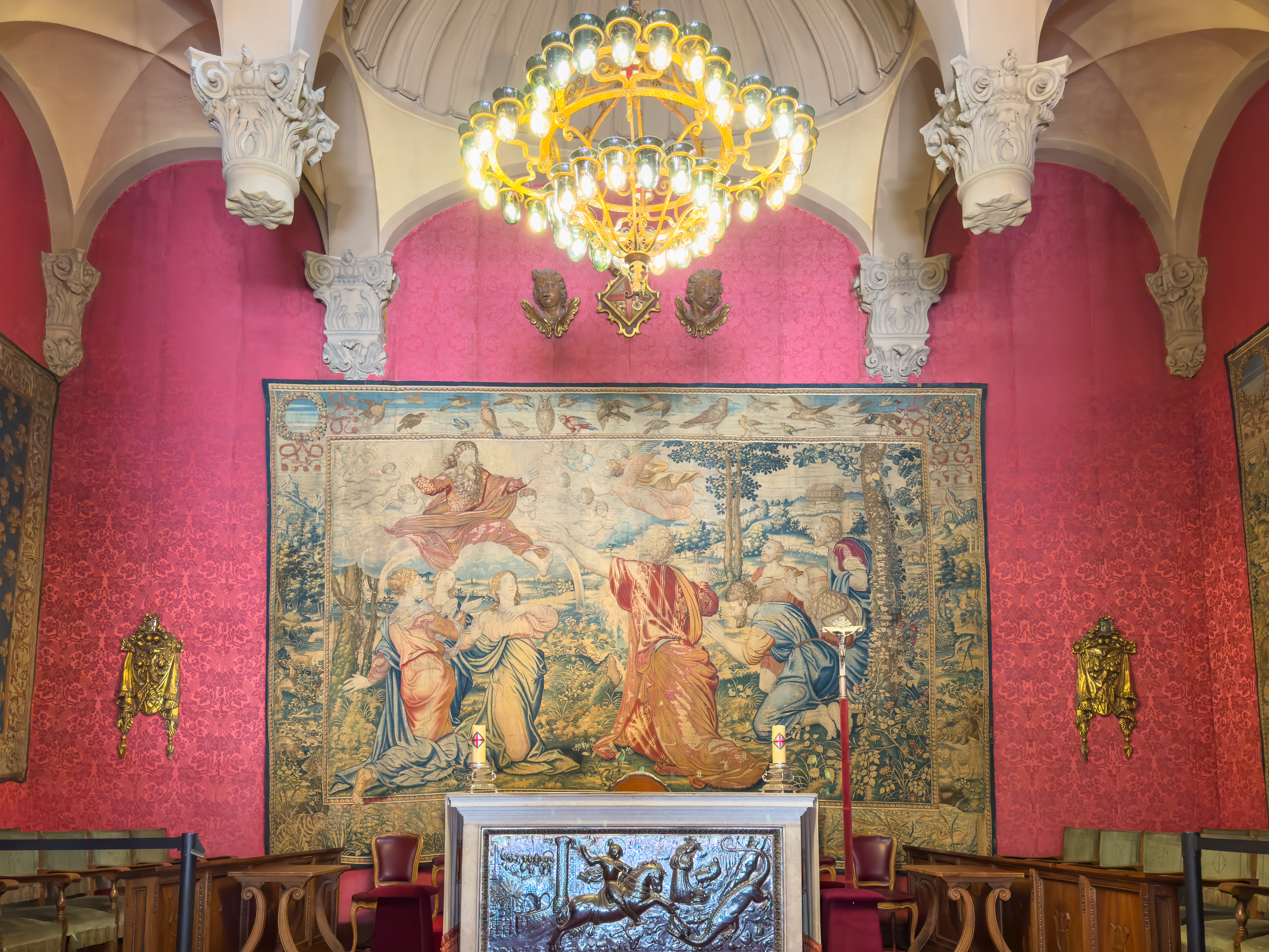
Capella de Sant Jordi
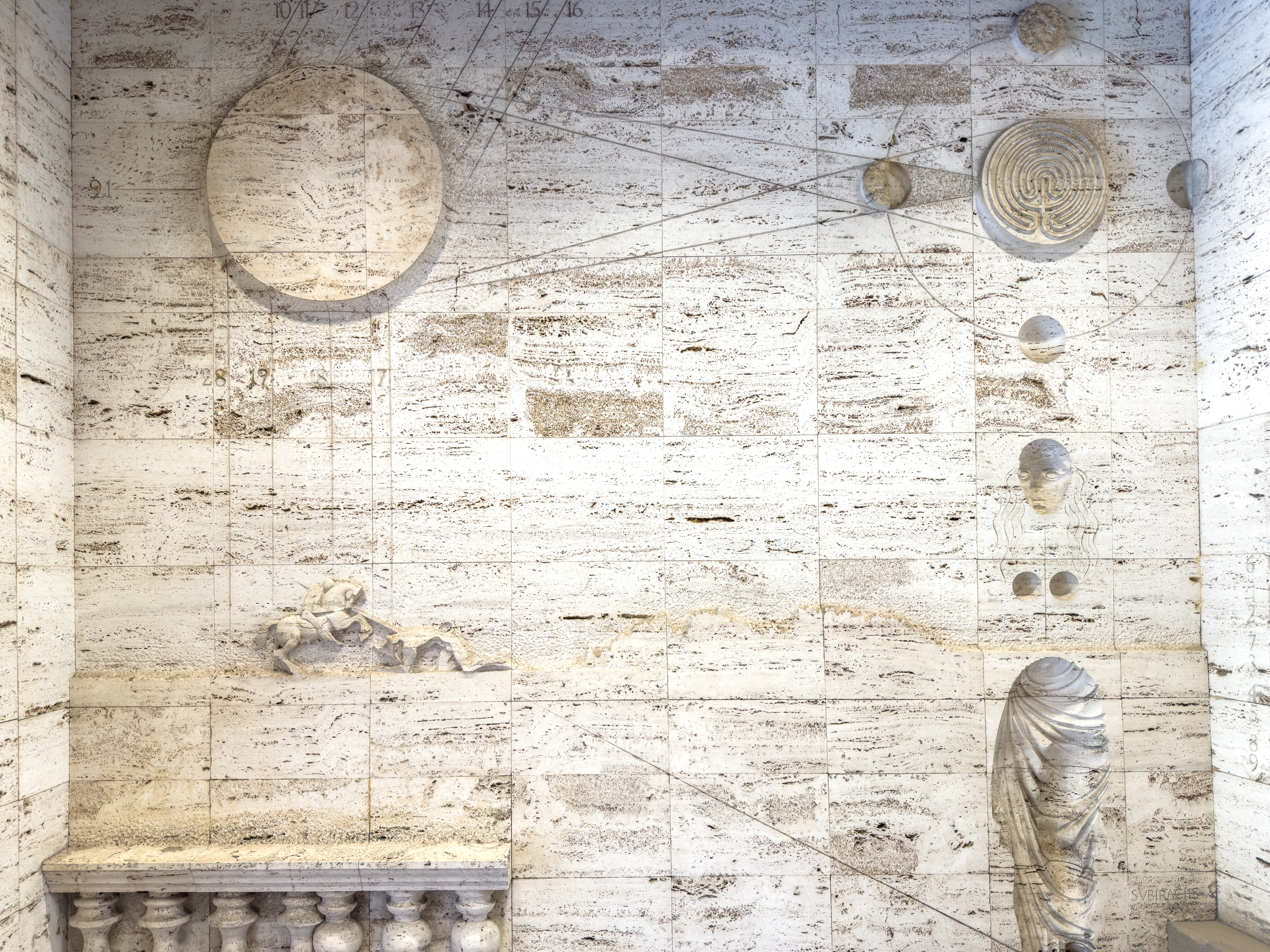
Relleu de Sant Jordi-Teseu de Josep Maria Subirachs
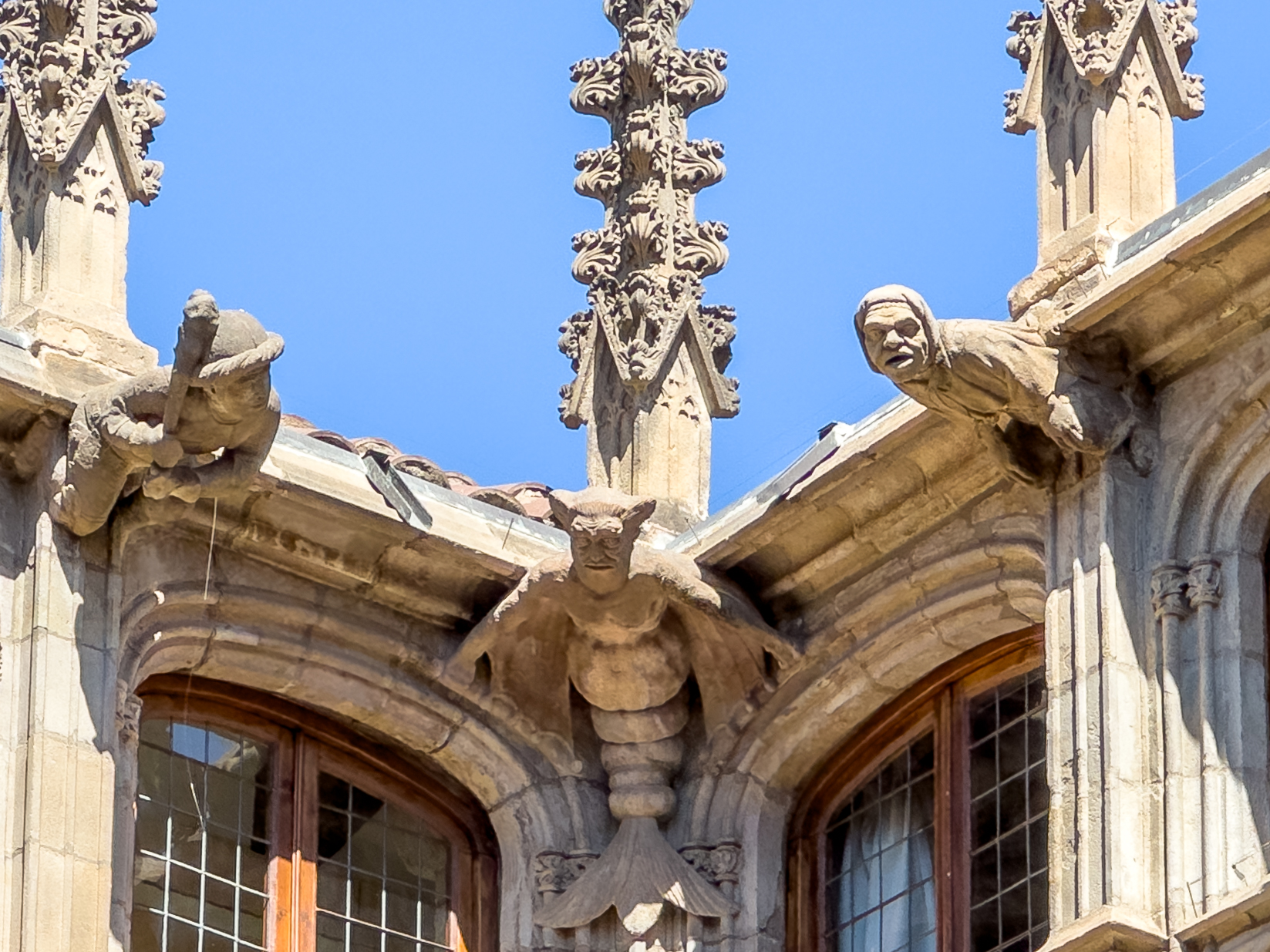
Gàrgoles
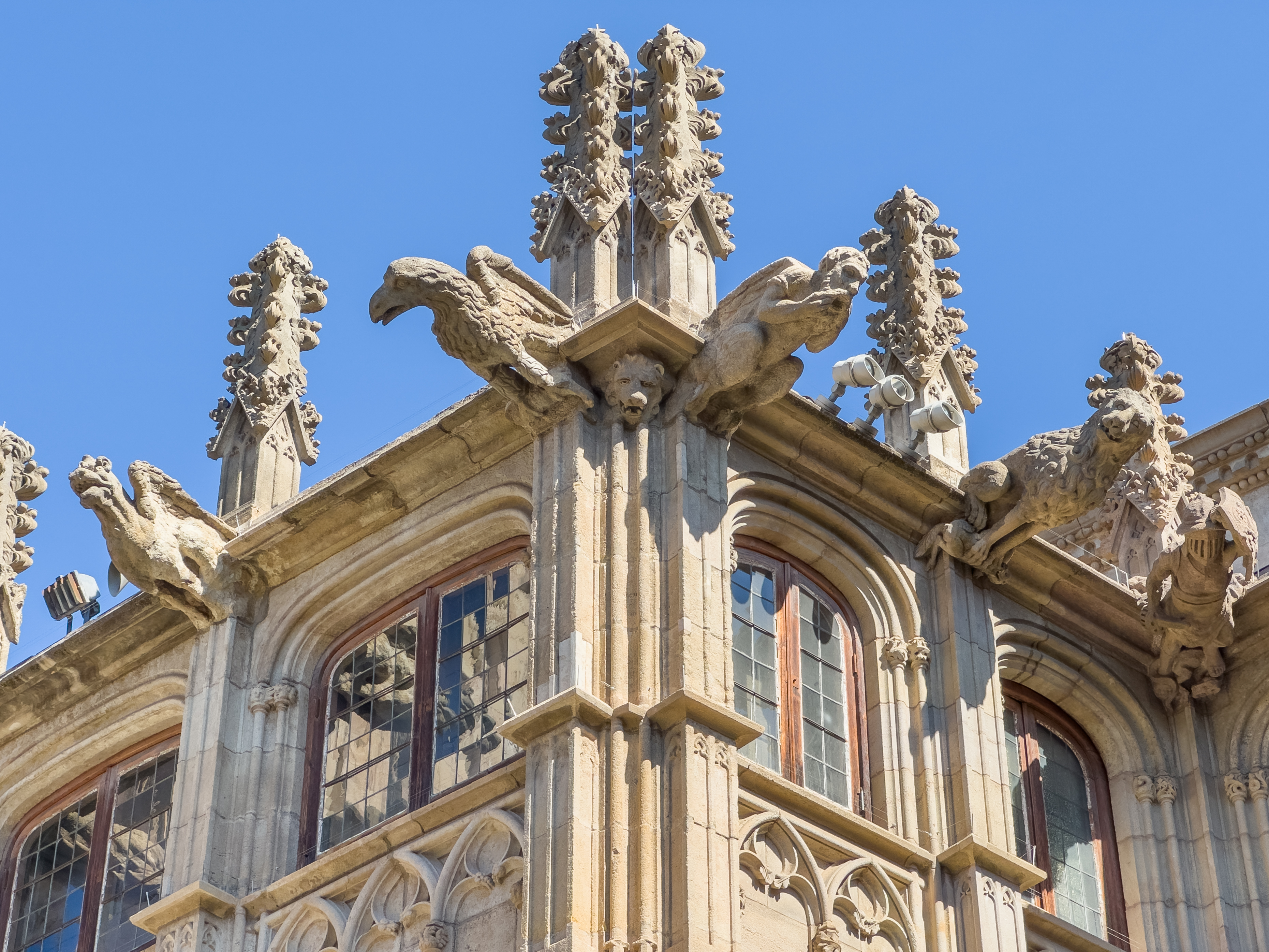
Gàrgoles
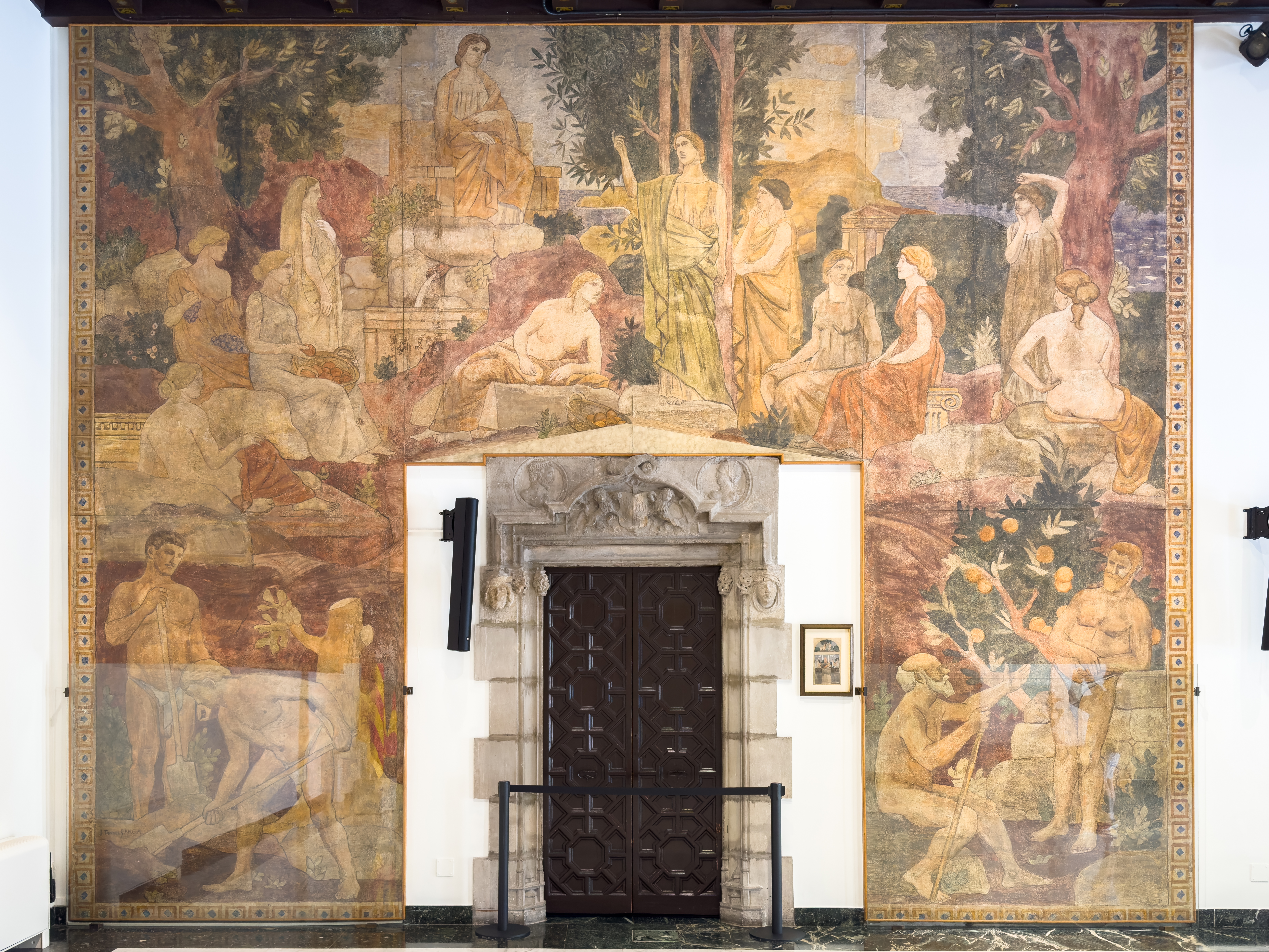
Un dels frescos de la sala Torres Garcia, que antigament cobrien el Saló de Sant Jordi
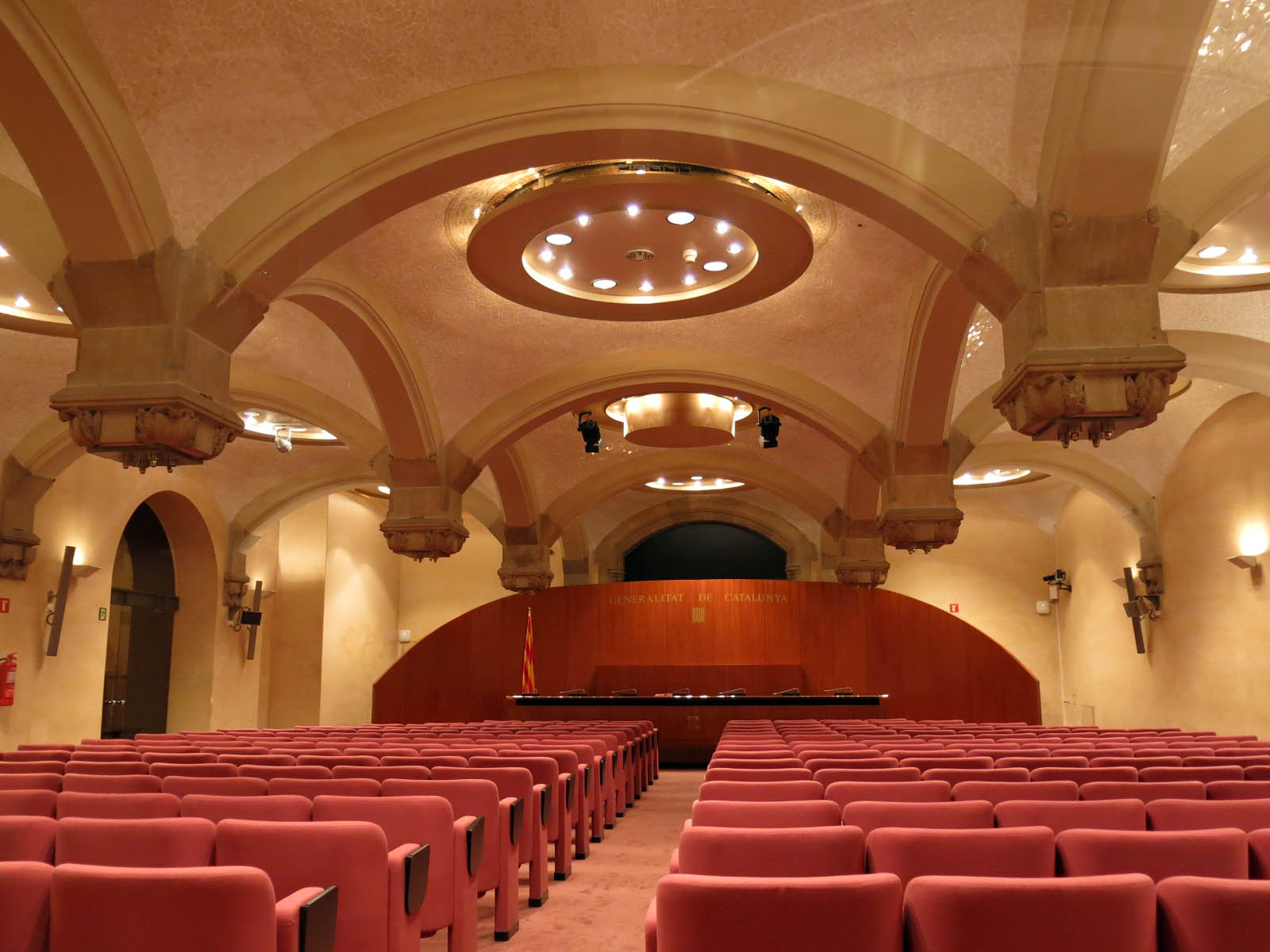
Sala de conferències
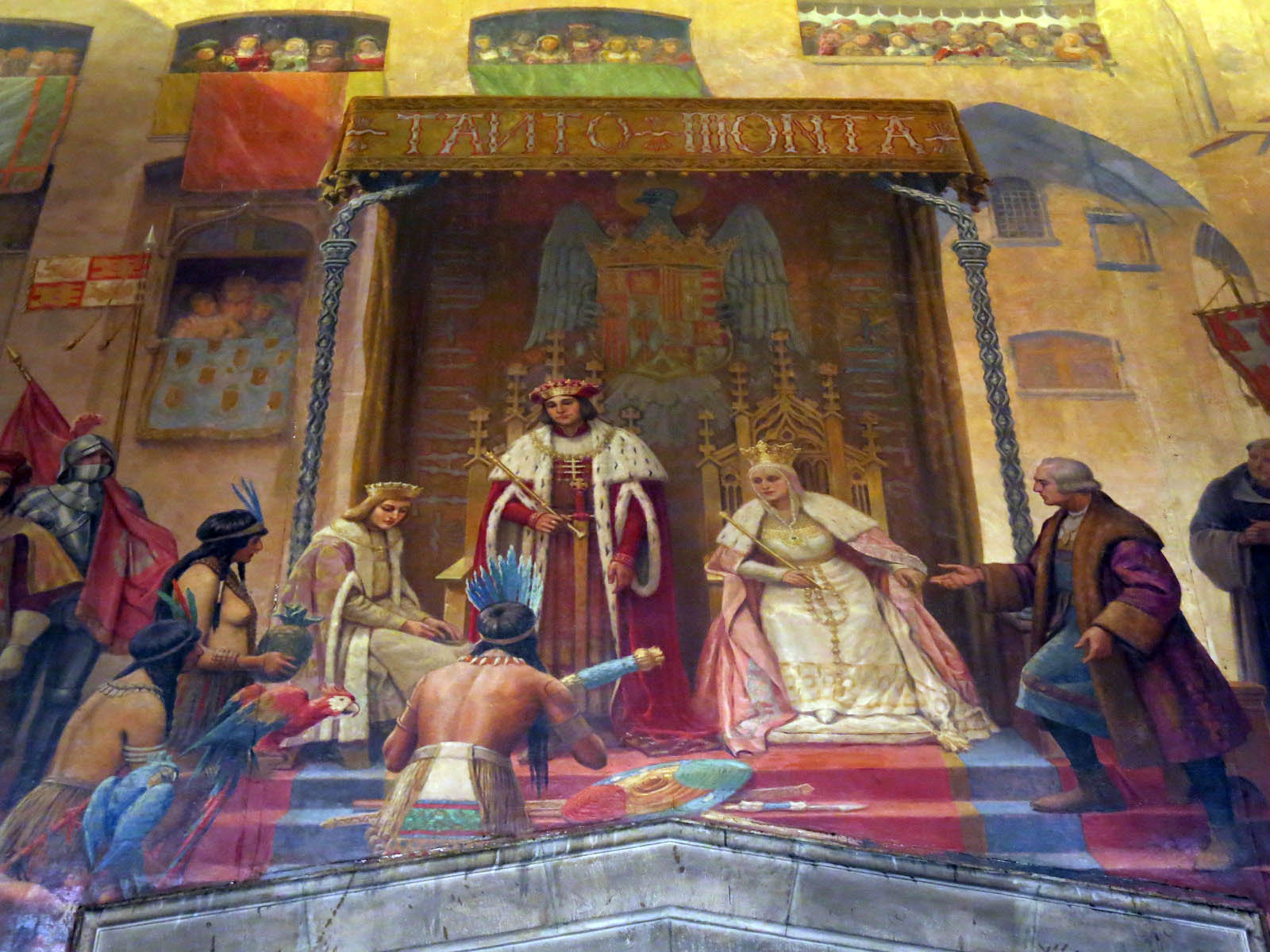
Recepció dels Reis Catòlics a Colom, pintura del Saló de Sant Jordi
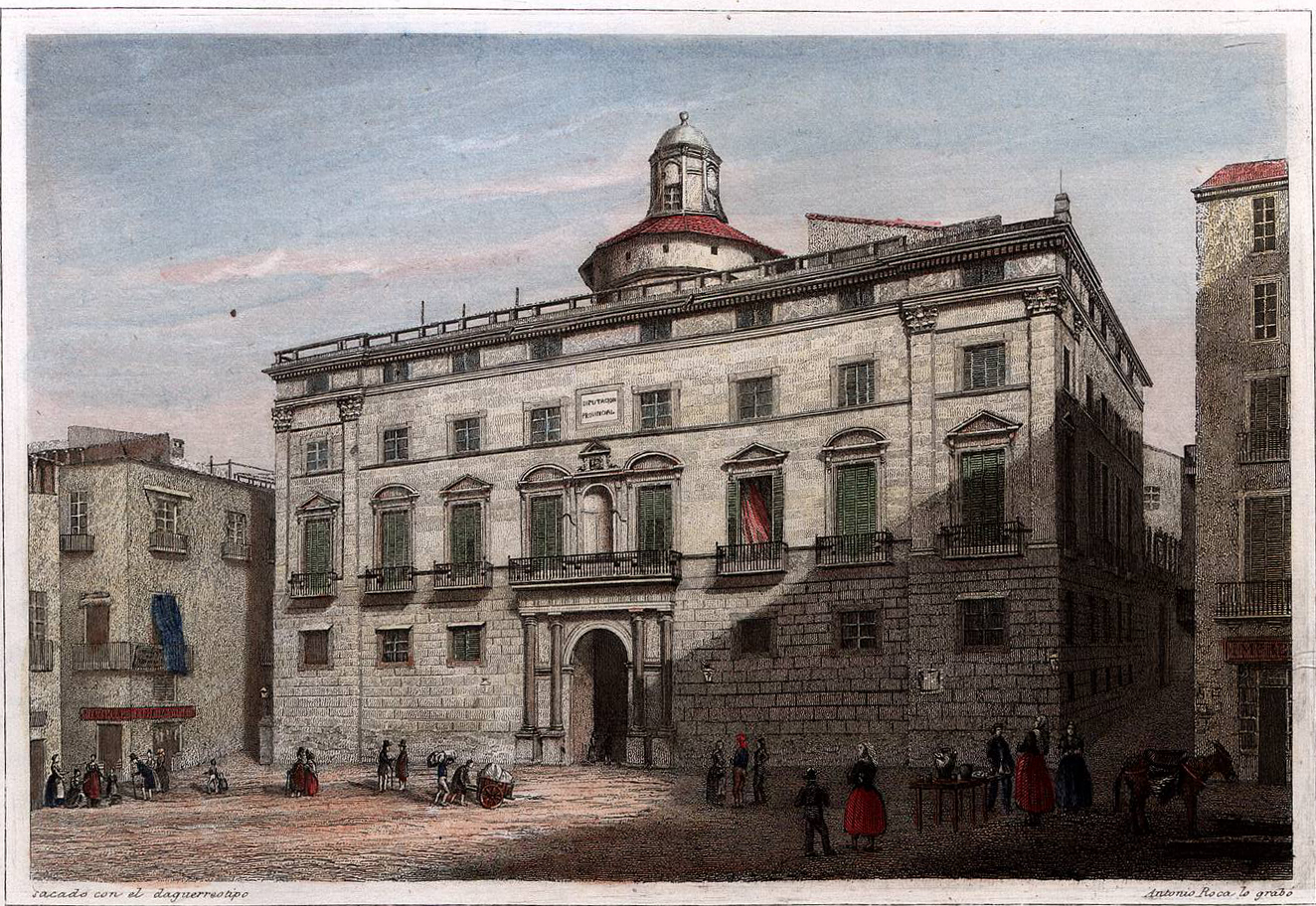
Vista de l'edifici a mitjans del segle xix en un gravat d'Antoni Roca